# Schuh

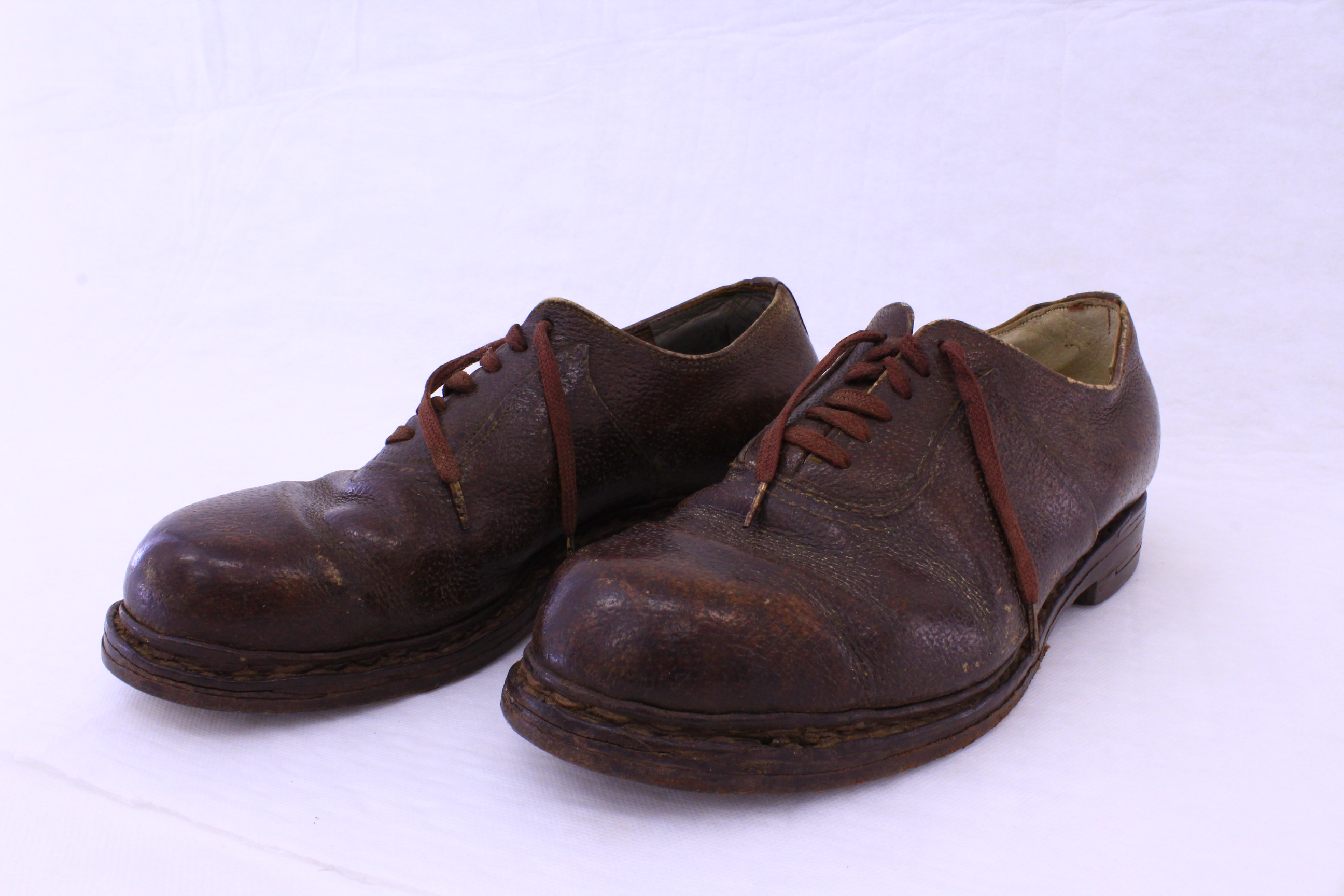
Braune Lederschuhe (Deutschland, 1949)

Ein Schuh ist eine Fußbekleidung bestehend aus einem Oberteil, das stets mit einer festen Unterlage aus Leder, Holz, Gummi oder Kunststoff, seltener aus Kork oder geflochtenen Naturfasern, verbunden ist. Schuhe dienen primär dem Schutz der Fußsohle beim Gehen sowie als Schutz der Füße bei Nässe und Kälte.

## Vorbemerkung
Je nach Anwendungszweck, Kulturkreis und Zeitepoche kommen unterschiedliche Schuhformen vor, die sich sowohl hinsichtlich ihrer Optik, als auch der Form und der verwendeten Materialien voneinander unterscheiden. Trotz dieser Unterschiede sind sich viele Schuhmodelle vom prinzipiellen Aufbau her sehr ähnlich. Um diesen darzustellen, eignet sich zur Erklärung am besten ein hochwertiger zeitgenössischer lederner Herrenhalbschuh, weil dieser Schuhtyp sowohl funktional als auch hinsichtlich der Konstruktion alle notwendigen schuhrelevanten Merkmale aufweist. Andere Modelle sind dann entweder genauso gebaut oder in einer darauf basierenden vereinfachten Weise. Nur sehr wenige Schuhmodelle (beispielsweise Mokassins) weichen davon grundsätzlich ab.
Wenn im Text allgemein von „Schuh“ die Rede ist, ist das charakteristische Grundmodell eines Schuhs gemeint, das aus kulturgeschichtlichen Gründen heutzutage optisch eher einem Herrenschuh entspricht, aber Damen- und Kinderschuhe natürlich ebenso mit einschließt. Weiterführende Informationen (andere Modelle und Bauweisen) sind unter den weiterführenden Links Schuhmodelle und Machart zu finden.

## Bestandteile

Von außen erkennbare Schuhteile

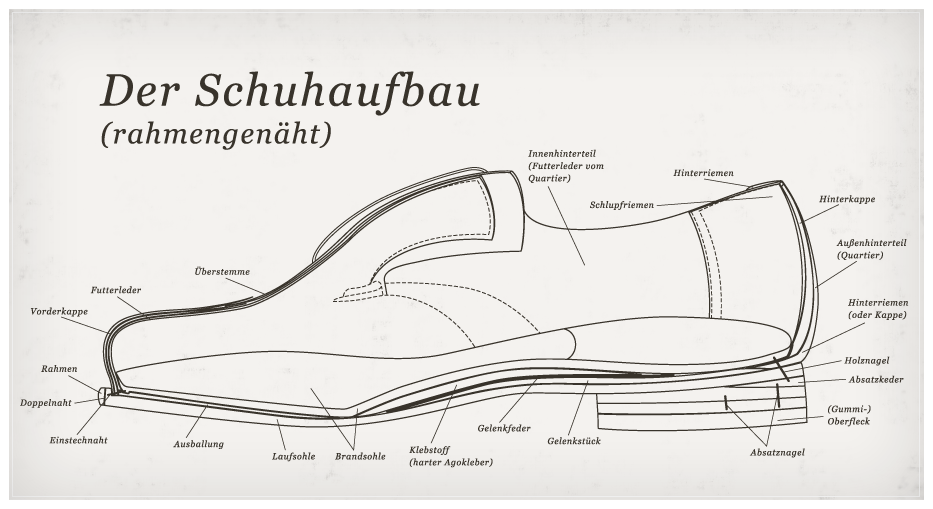
Schuhaufbau

Ein Schuh besteht aus zwei Hauptteilen: Der obere Teil wird Schaft, der untere wird Boden genannt.
Der Schaft setzt sich häufig aus mehreren miteinander verklebten oder vernähten Schichten und Einzelteilen zusammen: Innenschaft (Futter), Zwischenschaft (Zwischenfutter) und Außenschaft (Oberleder).
Der Außenschaft kann zudem verschiedene Besatzteile haben, zum Beispiel eine aufgesetzte Hinterkappe rund um den Fersenbereich, um den Fuß weitergehend zu stabilisieren und zu führen. Der Außenschaft gliedert sich in verschiedene Bereiche, vorne das Blatt mit der Lasche (Zunge), im hinteren Teil die seitlichen Quartiere.
Der Boden besteht modellabhängig aus mindestens einer Sohle (Beispiel: Mokassin) oder, wie bei einem typischen Lederhalbschuh, aus einer Innensohle (Brandsohle) plus einer daran befestigten Laufsohle. Je nach Machart können zwischen Innen- und Laufsohle auch noch Zwischensohlen vorhanden sein, wie zum Beispiel beim Sportschuh. Oder die Innensohle ist durch eine zusätzliche Deck(brand)sohle oder herausnehmbare Einlegesohle abgedeckt. Ist die Laufsohle nicht aus Leder, hat sie in der Regel ein mehr oder minder tiefes Profil. Der Fersenbereich zeigt häufig eine Erhöhung des Schuhbodens, den Absatz, sonst spricht man von einem Nullboden.

## Funktion
Neben seiner Schutzfunktion hat ein Schuh auch eine Funktion als Modeobjekt und spiegelt daher – wie andere Kleidungsstücke auch – den gesellschaftlichen Status oder die Gruppenzugehörigkeit des Trägers wider.
Im Alten Ägypten durften nur Pharaonen Sandalen aus Gold- oder Silberblech tragen und nur hohe Beamte und Priester überhaupt Sandalen. Das Volk ging barfuß. In der griechischen Antike wurde 700 v. Chr. eine Verordnung erlassen, die die Verwendung von Juwelen auf Sandalen regelte. Im Römischen Reich gab es ebenfalls klare Vorschriften, wer welches Schuhwerk und wie verziert tragen durfte. Im Mittelalter sagte die Länge der Schuhspitze bei den damals modernen Schnabelschuhen etwas über die Zugehörigkeit zu einem bestimmten Stand aus. Zur Zeit des Sonnenkönigs war es nur dem König und hohen Adligen gestattet, rote Absätze zu tragen.
Neben sozialer Zugehörigkeit und Mode haben Schuhe auch technische und praktische Funktionen. So müssen Sportschuhe für die jeweilige Sportart geeignet sein. Mit Arbeitsschuhen soll die zu verrichtende Arbeit unterstützt werden und die Füße sollen vor Schmutz, Strom, Wind und Wetter geschützt werden. Besondere Anforderungen gelten für Skischuhe, die hohen äußeren Belastungen ausgesetzt sind.
Grundsätzlich lassen sich die folgenden Funktionen beschreiben: Gehen ermöglichen, Stabilisierung bieten, Kraft übertragen, Wärme speichern, Wasser abweisen und Bewegung ermöglichen.

## Bedeutung für Kinder
Die sozio-kulturelle Funktion von Schuhen insbesondere für Kinder ist seit Beginn des Industriezeitalters belegbar.
Der Besitz von Schuhen war historisch ein grundsätzliches Zeichen von Reich und Arm. Diese Erfahrung machten Heranwachsende von klein auf. Der Besitz von Schuhen vermittelte ihnen ein Wertgefühl, es drückte kindliches Bewusstsein aus und spielte eine wichtige Rolle für ihr Selbst- und Fremdansehen. Es sagte etwas aus über Entbehrung oder Freude, entschied über Stolz oder Sich-Minderwertig-Fühlen.
Der Besitz von Schuhen unterschied bis weit ins 20. Jahrhundert hinein auch die kindliche Lebenswelt in Stadt und Land voneinander. Das Barfußgehen war bis dahin das ärgste Zeichen dörflicher Armut. Von April bis November lief man auf dem Land barfuß. In der übrigen Zeit waren bestenfalls Holzschuhe, in denen man sich häufig die Knöchel wundschlug, gängig auch für Schüler und Schülerinnen.
Marie von Ebner-Eschenbach schildert dies in ihrem Roman „Das Gemeindekind“ von 1887:
„…und wenn du acht Tage nacheinander kommst, kriegst du von mir ein Paar ordentliche Stiefel. Stiefel? – Wie die Kinder der Bauern haben? Ordentliche Stiefel mit hohen Schäften? Unaufhörlich während des Heimwegs sprach Pavel die Worte ‚ordentliche Stiefel‘ vor sich hin, sie klangen märchenhaft…“
In der gleichen Novelle erzählt das Tagelöhner-Kind Franz Rehbein:
„Wie oft hatte ich mir schon mal ein Paar neue Stiefel gewünscht, wenn ich sah, wie die Kinder wohlhabender Eltern vergnügt in solchen einherstolzierten. Leider aber blieb das für mich ein frommer Wunsch, der, solange ich zu Hause war, nie in Erfüllung ging….Nur des Sonntags durfte ich Stiefel anziehen, und die waren bei irgendeinem jüdischen Alt-Trödler für höchstens 12 bis 15 Groschen als „abgelegt“ gekauft worden, geflickt und verriestert auf allen Ecken und Enden.“
Auch die Unterschiede der Lebenswelten eines Bürgerkindes und Kinder armer Leute, war anhand der Schuhtracht ablesbar. Besaßen Arbeiterkinder Schuhe, die sie zu besonderen Anlässen tragen konnten, durften sie sich den besseren Kreisen der Arbeiterschaft zugehörig fühlen. Vom Schuhmacher gefertigte Schuhe wurden, soweit es ging, auf Zuwachs angeschafft. Dass es unter orthopädischen Aspekten fragwürdig sein kann, Schuhe im Voraus mehrere Nummern zu groß anzuschaffen, besonders für Kinderfüße, die noch keine festgeprägte Form haben, wurde in Kauf genommen. Wenn Kinder Schuhe besaßen, wurden diese geschont und gepflegt und oft von Generation zu Generation „vererbt“. Kinder trugen also die Schuhe ihrer älteren Geschwister, wenn diese herausgewachsen waren.
Nicht der Besitz an bestimmten Kleidungsstücken kennzeichnete das Arbeiterkind, sondern eher der Mangel. Im Obrigkeitsstaat des deutschen Kaiserreichs führte dies nicht selten zu einem erstarrten und devoten Standesbewusstsein dahingehend, dass sich gute Kleidung, so auch feine Schuhe, nicht für Arme gehöre. Umgekehrt erschien manch bürgerlichem Wohlstandskind es als schön und erstrebenswert, sich auf nicht standesgemäße Art, ungezwungen und frei wie die Dorfkinder, im Sommer barfuß zu fortzubewegen.
Der Umbruch von 1918, das Entstehen einer demokratischen Kultur in der Weimarer Republik, beförderte diesen Wandel entscheidend. Allmählich vollzog sich durch industrielle Fertigungen ein auch im Alltag von Kindern ablesbarer Wandel; die Schuhtracht wurde für weite Bevölkerungskreise bezahlbar.
Schuhe von Kindern wurden ein Zeichen, um sozialen Aufstieg sichtbar zu machen. Setzten Arbeiterfrauen zunächst alles daran, ihren Kindern wenigstens Holzschuhe anziehen zu können, so ließ sich z. B. beim Kirchgang über die Sonntagstracht ein beginnender Wohlstand und die weitere Annäherung an kleinbürgerliche Ideale abbilden.

## Sozio-kulturelle Funktion als „Lifestyle“-Medium

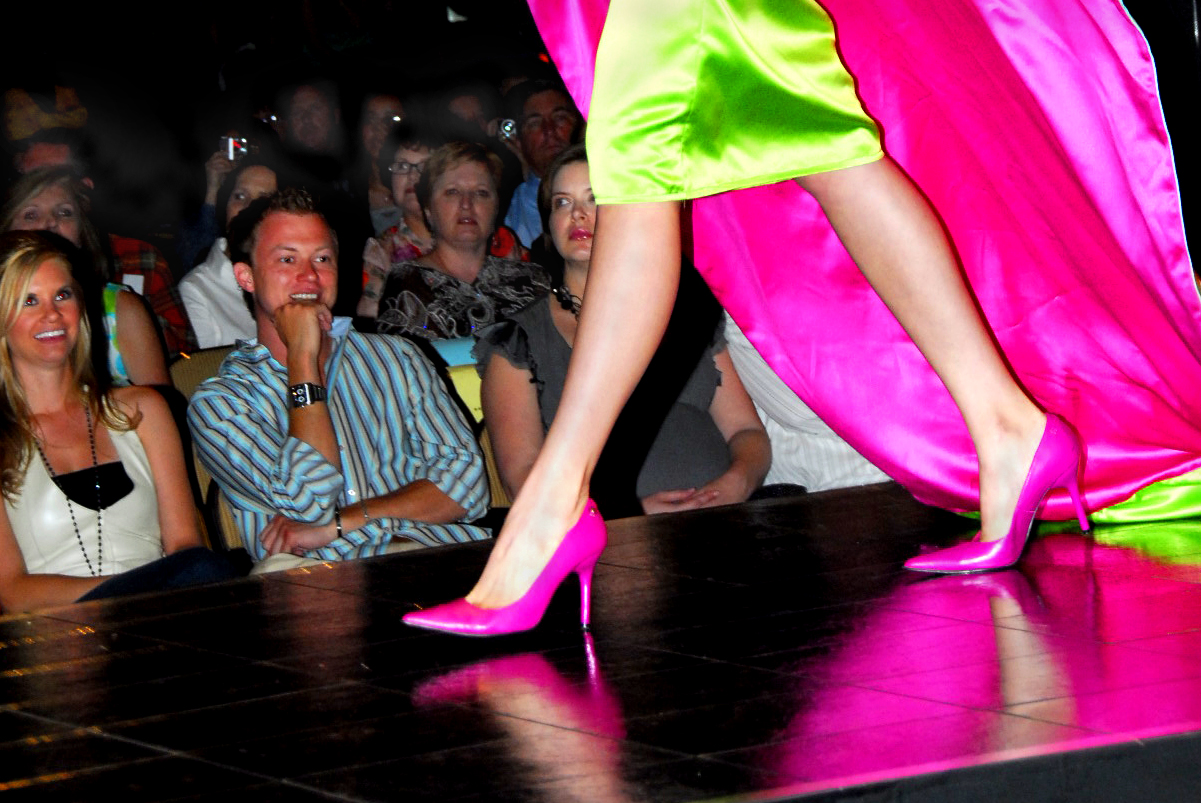
Eleganz von Schuhen ist für viele Menschen wichtig

Schuhe drücken ein Zugehörigkeitsgefühl aus. An ihnen ist ablesbar, wie hoch der Stellenwert gruppenkonformer Kleidung im Bewusstsein lifestyle-orientierter junger Leute ist. Im ausgehenden 19. und beginnenden 20. Jahrhundert trugen die Anhänger der „Zurück-zur-Natur-“ und der Friedensbewegung gerne Sandalen. In späteren Jugendkulturen wurden bestimmte Schuhe äußeres Erkennungszeichen der Gruppenzugehörigkeit (zum Beispiel Doc Martens, Springerstiefel, Birkenstock-Schuhe oder Marken-Sneaker).
Heutzutage symbolisieren z. B. die mit gehobener Businesskleidung – stets in glänzendem Pflegezustand – kombinierten hochwertigen Herrenschuhe aus feinem Kalbsoberleder, dass ihr Träger keine körperliche Arbeit verrichtet, dem Establishment angehört, das sich solche Schuhe zu leisten vermag und darin eine kluge Investition sieht, um den feinsinnigen Dingen des Lebens Aufmerksamkeit beizumessen.
Was das Tragen bestimmter Schuhe ausdrückt, kann als das „Sprechen einer Sprache“ verstanden werden, die mit Codes und Regeln durchsetzt ist. Abhängig von der jeweiligen Kultur werden diese verschieden genutzt und interpretiert.

## Geschichte
Einen „Urschuh“, auf den die Grundform des Schuhs zurückgeht, gibt es nicht. In kälteren Regionen wurden zunächst wahrscheinlich Tierfelle als Schutz um die Füße und Waden gewickelt. Andere Völker legten die Felle nur um die Füße zum sogenannten Fußsack, aus dem später der Mokassin entstand. In klimatisch wärmeren Regionen dienten unter die Füße gebundene Sohlen aus Palmblättern als Schutz gegen den heißen Boden (Vorläufer der Sandale).

### Steinzeit

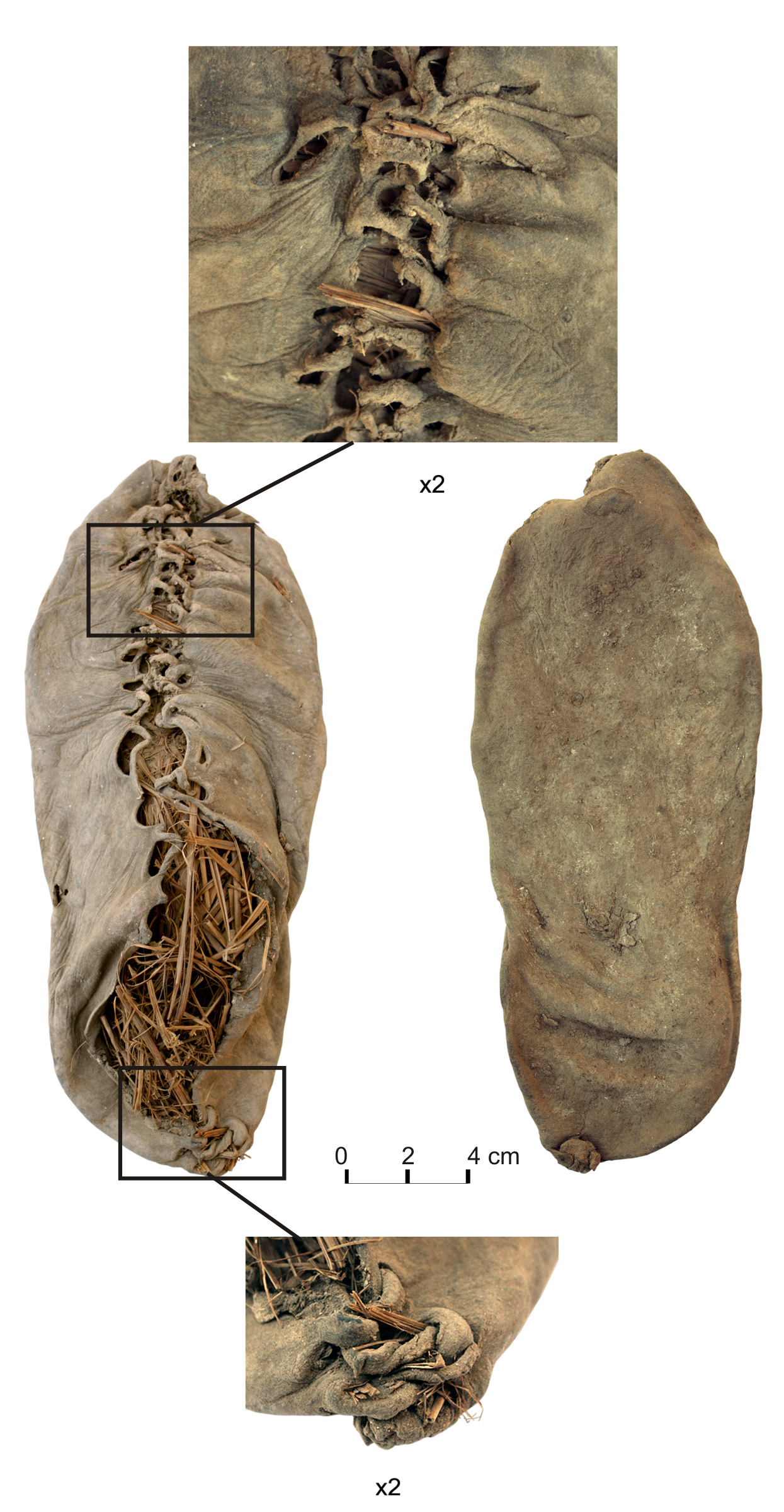
Lederschuh aus der Höhle Areni I, Armenien, etwa 3500 v. Chr.

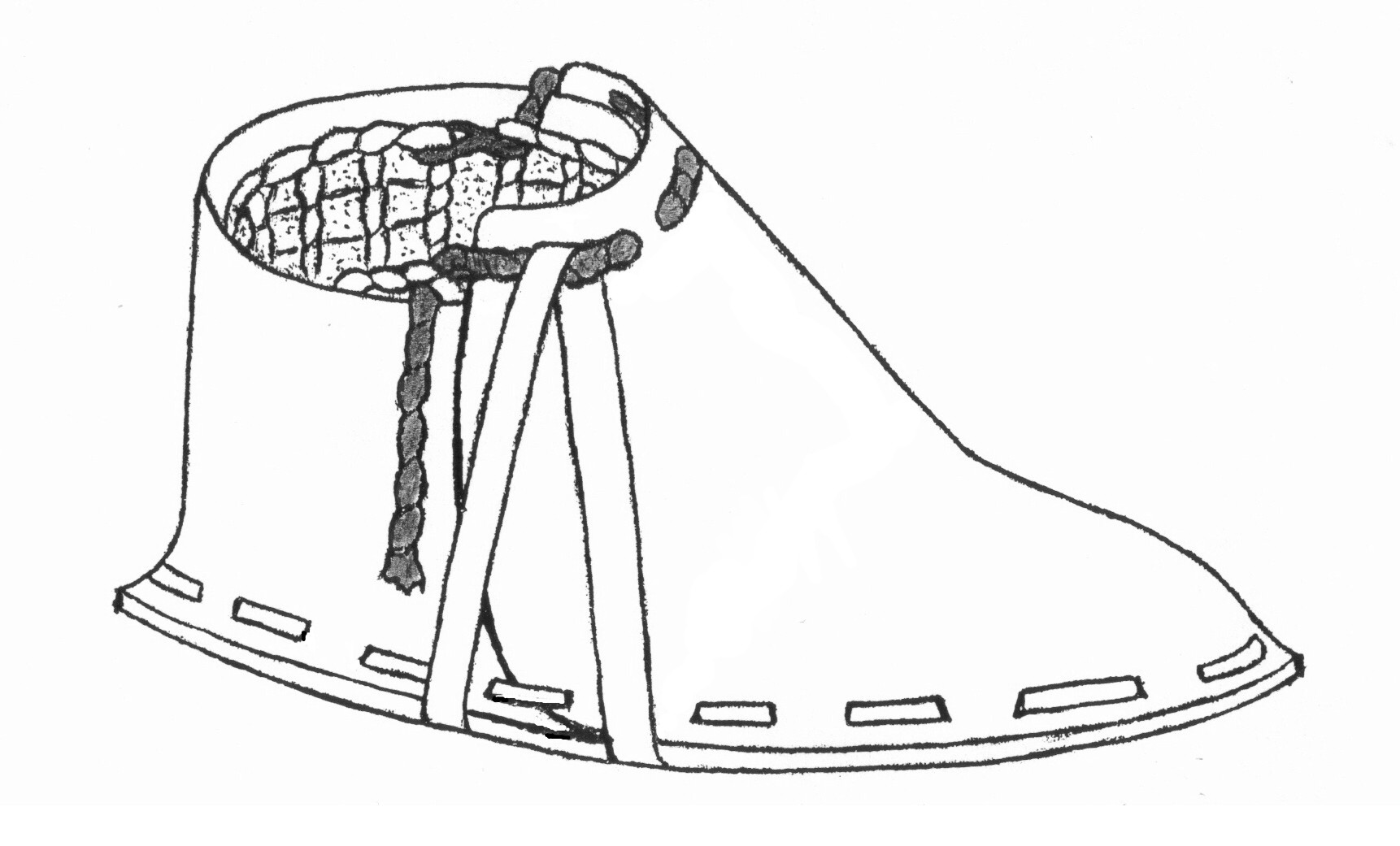
Rechter Schuh von „Ötzi“ (Rekonstruktionszeichnung)

Während der letzten Eiszeit lebten Neandertaler in Europa und Westasien, die vermutlich zunächst Tierfelle um die Füße und Waden wickelten. Aus dieser primitivsten Form des Kälteschutzes entwickelte sich im Laufe der Zeit der Stiefel. Wann das Zuschneiden und Verschnüren von Schuhen und Lederbekleidung begann, kann nur über entsprechende Werkzeuge erschlossen werden. Der Fund eines Knochenpfriems aus Untertürkheim (ca. 120.000 Jahre alt, Eem-Warmzeit) stellt die älteste potenzielle Ahle eines Schuhmachers aus der Neandertalerzeit dar. In der Spätphase der Neandertaler (vor 40.000–30.000 Jahren, Châtelperronien) treten diese Knochenpfrieme häufig in Fundstellen auf.
Anhand vergleichender anatomischer Untersuchungen von altsteinzeitlichen Fuß- und Beinskeletten gibt es Hinweise, dass der moderne Mensch (Homo sapiens) möglicherweise bereits bei seinem ersten Auftreten im nördlichen Eurasien Schuhe kannte. Die ältesten Hinweise stammen vom Beginn des Jungpaläolithikums vor etwa 40.000 Jahren (Fossil Tianyuan 1 aus der Tianyuan-Höhle bei Peking). Da der Fuß im Schuh einer anderen Belastung als barfuß ausgesetzt ist, wird ein Unterschied vornehmlich in der Knochenentwicklung der Zehen erkennbar. Die Tendenz lässt sich neben dem Individuum Tianyuan 1 an weiteren Skeletten nachweisen – zum Beispiel am Grab Sungir 1 (Russland), das auf etwa 27.000 BP (entspricht kalibriert etwa 30.500 v. Chr.) datiert wurde. Zusätzlich sind in allen drei Gräbern von Sungir im Bereich der Füße aufgereihte Elfenbeinperlen gefunden worden, die einen klaren Hinweis auf ehemalige Dekoration an Schuhen aus Leder oder Bast geben. Da die weichen organischen Materialien vollständig im Boden vergangen sind, kann dies nur über die erhaltenen Perlen aus Elfenbein vom Wollhaarmammut erschlossen werden.
In der während des Magdaléniens ausgemalten Höhle von Niaux (Datierung etwa 14.500–13.500 v. Chr.) wurden einige Fußspuren im Höhlenlehm gefunden, die auf das Tragen von Schuhen hindeuten. Die meisten dieser Spuren sind jedoch barfuß eingedrückt, mit deutlich erkennbaren Zehenabdrücken.
Die ältesten direkten Funde von Schuhen stammen nach heutigem Stand aus Nordamerika: In Fort Rock, Oregon (USA) wurden 1938 Sandalen von Paläoindianern gefunden, die aus der Bastfaser des Wüsten-Beifuß hergestellt und mittels mehrerer 14C-Daten auf bis zu 8300 v. Chr. datiert wurden. Ein etwas jüngerer Schuh stammt aus der Arnold Research Cave in Missouri (USA).
Der älteste gefundene Lederschuh-Rest stammt vom Schnidejoch in den Berner Alpen, der 2008 mit anderen jungsteinzeitlichen Überresten neu auf 4300 v. Chr. datiert wurde. Die 2003 gefundenen Objekte wurden 2008 publiziert.
Der auf 3630–3380 v. Chr. datierte älteste vollständig erhaltene Lederschuh wurde in der Höhle Areni I (Provinz Wajoz Dsor) Armenien 2008 in kupferzeitlichen Schichten ergraben. Der Schuh bestand aus einem einzigen Stück Rindleder und war mit trockenem Gras (Poaceae) ausgestopft. Die Ergebnisse wurden 2010 publiziert.
Die Schuhe der ebenfalls kupferzeitlichen Gletschermumie „Ötzi“ offenbaren einen funktional optimierten Aufbau. Der speziell für Erfordernisse im Hochgebirge gebaute Schuh wurde mit einem „Schnürsenkel“ verschlossen. Für den Schaft wurde Rindleder verwendet, dessen Haarseite zur Nässeabwehr nach außen zeigte. Die Sohle bestand aus besser isolierendem Bärenfell, dessen Haarseite innen lag. An der Unterseite der Sohle wurde ein quer laufender und sich überkreuzender Lederstreifen angebracht, der damit die älteste bekannte Profilsohle eines Schuhs darstellt. Schaftleder und Sohle wurden durch ein – in Vorstichtechnik eingezogenes – umlaufendes Lederband gehalten. Der Innenschuh bestand aus gedrillten und verzwirnten Grasschnüren. Dieses Geflecht war durch den umlaufenden Lederriemen fest mit der Sohle verbunden, nach oben zum Schaft hin aber offen. Zwischen das Geflecht des Innenschuhs und das Schaftleder wurde Heu gestopft, das als Polster und Isolierschicht diente.

### Bronze- und Eisenzeit, Provinzialrömische Zeit

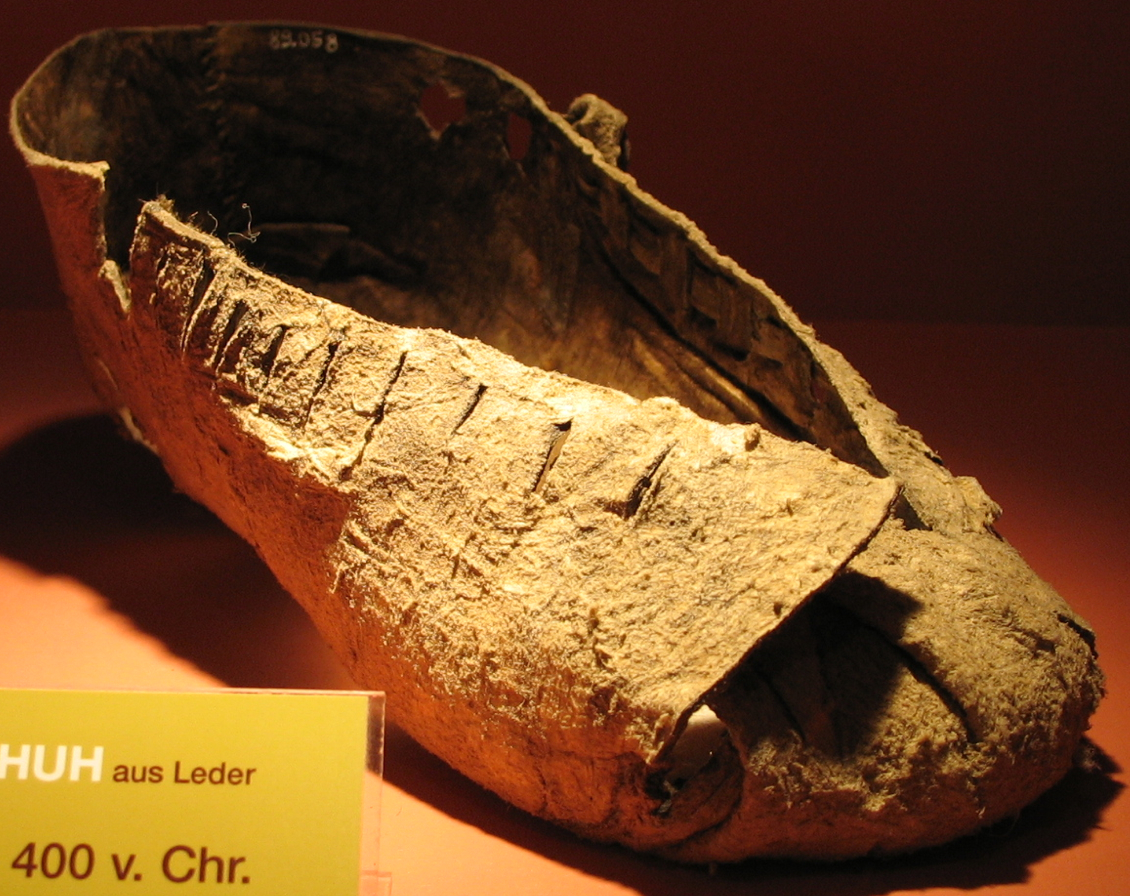
Bundschuh (Hallstatt-Kultur)

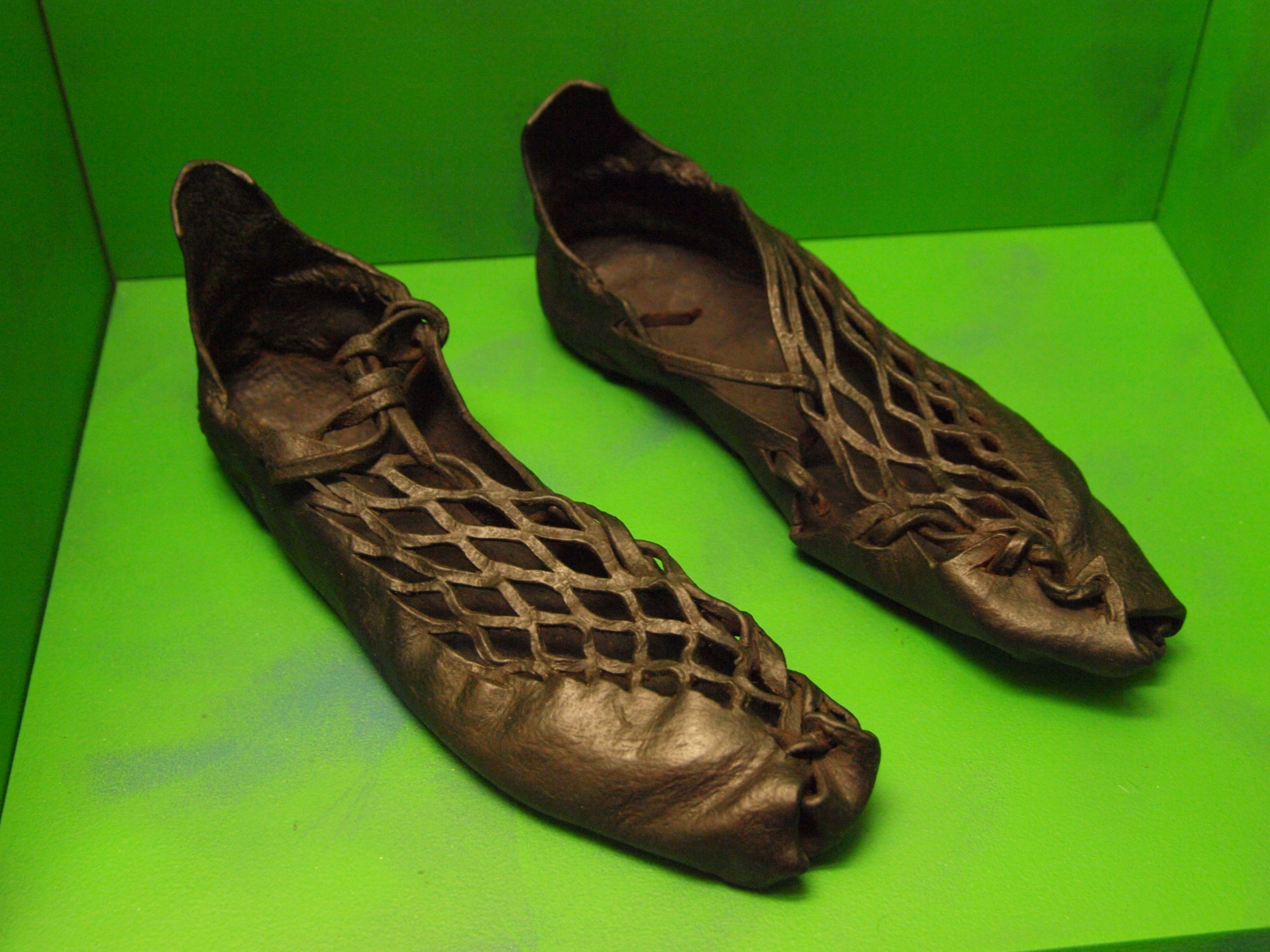
Bundschuhe der Moorleiche von Damendorf, ca. 2.–4. Jahrhundert (Römische Kaiserzeit)

Schuhe der Bronze- und Eisenzeit sind unter anderem durch Funde von Moorleichen erhalten. Im Siedlungsgebiet der Kelten waren Opanken als Fußbekleidung gebräuchlich. Ab etwa 500 v. Chr. tritt der Bundschuh auf. Eine Reihe von Schuhen ist sowohl aus dem Römischen Reich als auch von germanischen Stämmen aus der Provinzialrömischen Zeit überliefert.

### Antike und Frühmittelalter
In der Antike wurden einfache Schuhe zum Allgemeingut. So finden sich auf vielen Wand- und Tonmalereien Hinweise auf mannigfaltige Schuhmodelle, die in den verschiedenen Regionen getragen wurden. Bekannt sind insbesondere die ägyptischen Zehenstegsandalen mit diagonal über den Fußrücken laufenden Schaftriemen sowie die römischen Sandalen, deren Riemenbefestigung teilweise als sogenannte Stiefelsandalen bis unter das Kniegelenk reichten.
Seit dem Ende des vierten Jahrhunderts treten vor allem im byzantinischen Machtbereich geschlossene Schuhe und auch Pantoffeln auf.

### Hoch- und Spätmittelalter

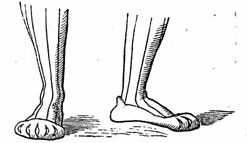
Flache und sehr breite Schuhe (Kuhmaulschuhe oder Bärentatzen) trug man in der ersten Hälfte des 16. Jahrhunderts

Archäologische Funde und zeitgenössische Abbildungen lassen den Schluss zu, dass im Mittelalter (800 bis etwa 1500 n. Chr.) innerhalb des nördlichen und mittleren Europas in den städtischen Siedlungen hauptsächlich Lederschuhe nach wendegenähter Machart getragen wurden. Diese zunächst auf links genähten und anschließend auf rechts gewendeten Wendeschuhe zeigen vor allem im Hochmittelalter modische Einflüsse. Die Schafthöhen und -schnitte dieser Wendeschuhe wurden ab Beginn des 12. Jahrhunderts vielfältig; nach Verschlussart gab es Schnür-, Knöpf-, Schlupf- und Riemenschuhe, im 13. Jahrhundert auch Stiefel. Im 11. und 12. Jahrhundert dominierten konisch zulaufende Schuhspitzen und spitze Fersen; in den nächsten 150 Jahren eher runde Formen, die ihrerseits von extravaganten spitzen Formen im Verlauf des 14. und 15. Jahrhunderts abgelöst wurden. Nach den Kreuzzügen wurde bei der Oberschicht feines Schuhwerk nach orientalischem Vorbild (?) modern, die vorne aufgebogenen und spitz zulaufenden sogenannten Schnabelschuhe. Die Länge der Spitze kennzeichnete die Zugehörigkeit zu einem Stand und wurde in Kleiderordnungen streng reglementiert. Besondere Ausprägung fand diese Mode im 14. Jahrhundert.
Trippen (hölzerne Unterschuhe) schützten die Füße zusätzlich gegen Kälte und Schmutz sowie die Sohle und die langen Schuhspitzen vor Abrieb. Sie dienten wohl zugleich als Statussymbol.
Parallel zu diesen Modeerscheinungen gab es immer auch breite Schuhe, die vermutlich der Arbeit dienten und erst im 16. Jahrhundert modern wurden. Mit ihren betont breiten und kurzen Schuhspitzen demonstrierten diese Horn-, Entenschnabel-, Kuhmaul- oder Bärenklauenschuhe eine klare Abkehr von der vorausgegangenen Schuhmode. Diese Schuhe wurden auch in rahmengenähter Konstruktionsweise gefertigt.
Zur Fußbekleidung der ärmeren und der ländlichen Bevölkerung des Mittelalters ist relativ wenig bekannt. Die oft vertretene These, dass Bauern barfüßig oder in einfachen Holzschuhen arbeiteten, lässt sich jedoch nicht aufrechterhalten. Einerseits wurden in den großen Schuhfundkomplexen in Schleswig, London und York viele Paare einfacher Schuhe gefunden, die aufgrund ihrer vergleichsweise unmodischen Machart in die Kategorie der einfachen Arbeitsschuhe verwiesen werden können. Andererseits sind uns in Quellen des späten Mittelalters Schuh-Zuteilungen an Knechte und Arbeiter landwirtschaftlicher Betriebe bekannt, die pro Jahr durchaus mehrere Paare umfasste. Das Missverständnis der Barfüßigkeit beruht wahrscheinlich auf der in der mittelalterlichen Malerei teilweise üblichen Darstellung des gesellschaftlichen Ranges von Personen anhand gewisser positiver oder negativer Symbole: Der Bauer wurde teilweise barfüßig, mit knolligem Gesicht und unmodischer Kleidung oder Unterhose dargestellt. Der Großteil der Abbildungen zeigt arbeitende Bevölkerung aber mit Schuhwerk. Rekonstruktionsversuche mit historischen Methoden haben gezeigt, dass sich ein einfacher wendegenähter Schuh in wenigen Stunden herstellen lässt, ein Paar Schuhe also durchaus erschwinglich war. Auch wurden alte Schuhe nicht entsorgt, sondern durch Flickschuster repariert bzw. durch Altmacher zerlegt und rundum erneuert.
In der Mittelalterszene häufig anzutreffen sind moderne sogenannte Bundschuhe, ein Stück Leder, das um den Fuß gewickelt und an der Spitze zusammengebunden wird. Diese Schuhform lässt sich, in wesentlich aufwendigerer Form, in der Antike belegen, im Hoch- und Spätmittelalter war seine Verwendung aber unüblich. Der Bundschuh, der ab 1493 als Zeichen der Unterdrückung und Armut auf den Fahnen der aufständischen Bauern der sogenannten Bundschuh-Bewegung abgebildet war, ist hingegen ein überknöchelhoher Arbeitsstiefel, der mit einem gebundenen Riemen fixiert wird.
Hölzerne Fundstücke (Trippen und Holzschuhe) sind nur sehr vereinzelt vorhanden, anders ist die Situation bei den Lederfunden. Die konservierenden Bedingungen einiger Fundorte (Haithabu, Konstanz, London, Lübeck und Schleswig) unterbanden weitgehend die lederzerstörende Arbeit der Mikroorganismen, so dass die Lederschuhe (allein in Schleswig über 500 Schuhe und 600 Sohlen) bestmöglich erhalten sind. Demnach verwendete man Ziege und Schaf als Schaftlederarten vornehmlich im 11. und 12. Jahrhundert, Rindleder hauptsächlich vor dem 11. und dann wieder im 13. und 14. Jahrhundert. Für Stiefel wurde überwiegend festes Rindleder verwendet, das auch grundsätzlich für die Sohlen benutzt wurde. Ab dem 12. Jahrhundert finden sich auch zusätzliche Innensohlen.

### Trippen, Stelzschuhe und das Aufkommen des Absatzes

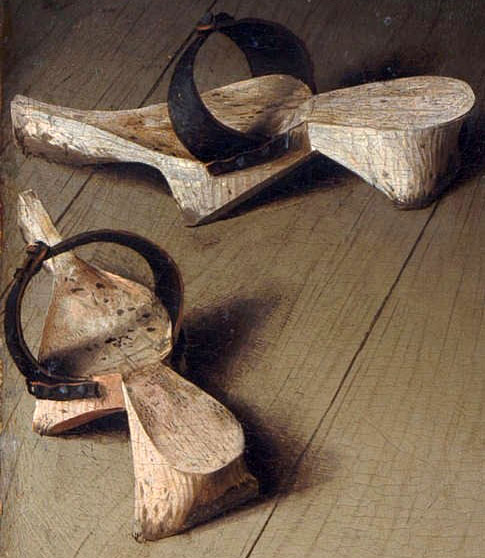
Trippen (Detail eines Gemäldes von Jan van Eyck aus dem Jahr 1434)

Nicht abschließend geklärt ist die Herkunft des Absatzes, siehe Geschichte des Absatzschuhs. Eine Theorie besagt, dass Absätze das Reiten mit Steigbügeln vereinfachten, da sich der Absatz dort einhängen konnte. Einer anderen Darstellung zufolge entwickelte sich der Absatz aus der Notwendigkeit, vor dem Schmutz der Straße zu schützen, da es in den Städten des Mittelalters keine Kanalisation gab. Es entstanden die ersten (Über-)Schuhe mit sehr hohen Sohlen (im 13. Jahrhundert Trippen, im 17. Jahrhundert Patten). Meistens waren es Holzsandalen mit einem Lederriemen über dem Spann, ähnlich den japanischen Geta-Schuhen oder den orientalischen Kapkap. Um Gewicht zu sparen, war die hohe Sohle entweder teilweise aus Kork oder bei den hölzernen Plateausohlen in Höhe der Fußsohlenmitte ausgespart (vergleichbar den Sohlen von Geta-Sandalen). In diese Schuhe stieg man normalerweise mit seinen dünnsohligen Lederschuhen, wenn man auf die Straße ging, und zog sie aus, bevor man das Haus betrat.
Im 16. Jahrhundert verbreitete sich von Spanien ausgehend eine Damenschuhmode mit plateauartigen Sohlen (Zoccoli) vor allem nach England, Frankreich und Italien. Einen extravaganten Höhepunkt erreichte sie um die Jahrhundertmitte in Venedig mit den bis zu 40 Zentimeter hohen Chopinen (Sockelschuhe), die Dienerinnen oder Stöcke zum Abstützen der Trägerin erforderten.
Bis zu diesem Zeitpunkt waren alle Schuhe absatzlos, im 17. Jahrhundert setzten sich dann in Europa Schuhe mit Absätzen durch. Den Männern boten die Absätze die Möglichkeit, größer und kriegerischer zu erscheinen, den Frauen verschaffte der Absatz aufgrund der dadurch veränderten Körperhaltung und Beckenstellung eine Betonung des Dekolletees und einen erotischeren Gang.

### 19. Jahrhundert

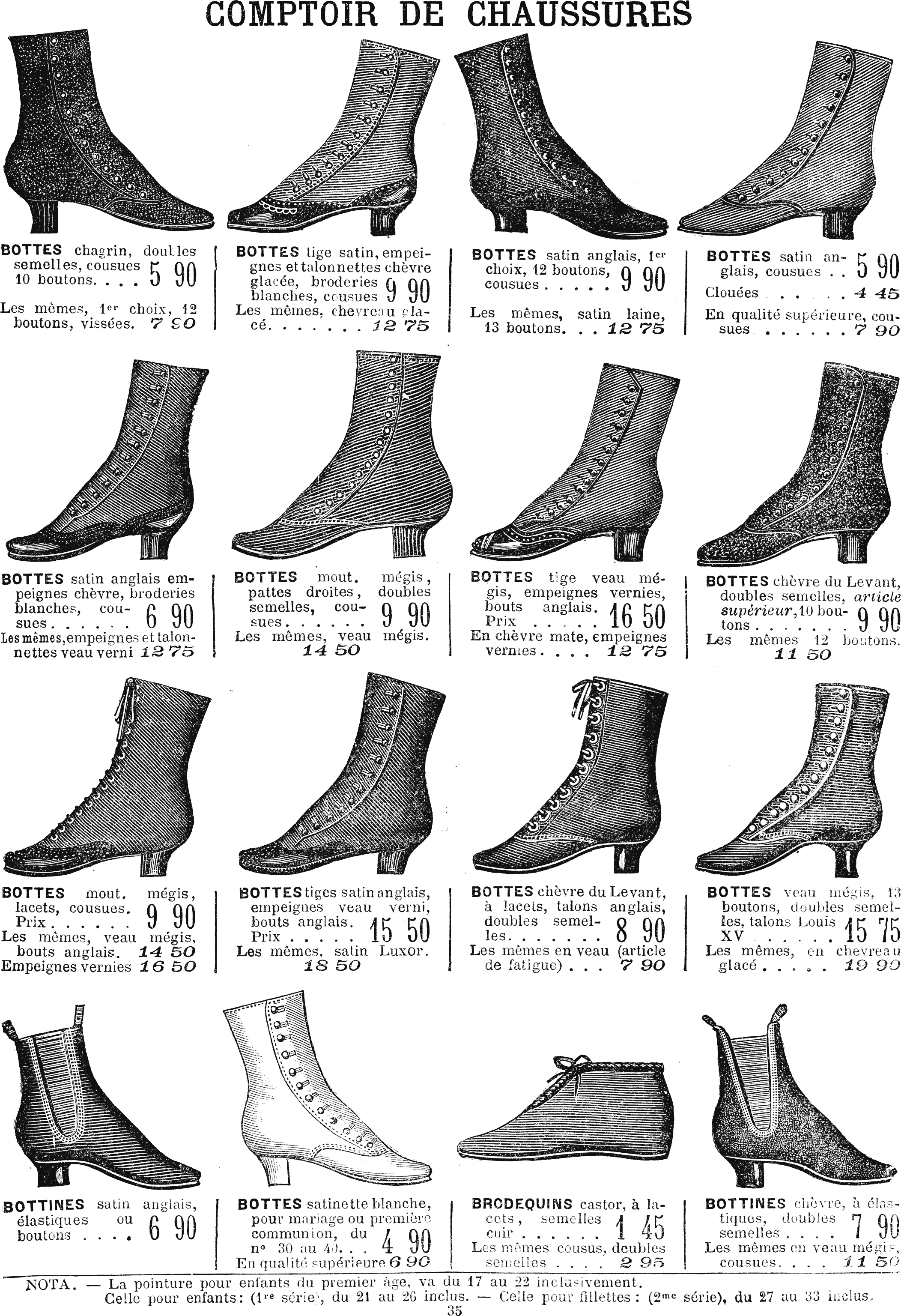
Katalog für Damenschuhmode, um 1886

Bei den Schuhmodellen begann eine zunehmende Ausdifferenzierung im 19. Jahrhundert; viele auch heute nach wie vor gebräuchliche Modelle kamen hinzu. Die Männer wandten sich mehr und mehr dem Halbschuh zu, erste Modezeitschriften und die Dandys sorgten für die Entwicklung neuer Modelle. Beau Brummell machte den geschnürten Herrenhalbstiefel salonfähig.
Die Frauen trugen zu Beginn des 19. Jahrhunderts Sandalen und Escarpins (absatzlose Pumps aus Satin mit Knöchelbändern), später absatzlose Stiefeletten (vgl. Abbildung, untere Reihe, 2. Schuh von rechts) und ab etwa 1840/1850 Stiefeletten mit Absatz, oft mit Seitenverschluss, auch mit Gummibandeinsatz (vgl. Abbildung, untere Reihe, 1. und 4. Schuh) und mit einem Schaft aus Seide.
Die Biedermeierzeit (1811–1848) hatte ihre eigene Schuhmode. Der Schnitt selbst war relativ einfach, doch wies der Schaft dezente ornamentale Verzierungen auf. Das Gummiband wurde erstmals 1837 in Schlupfstiefeletten als seitlicher Elastikbandeinsatz (Chelsea-Boot) verwendet. Um 1850 verzierte man die Schäfte mit Pompons. Die Schuhe waren betont farbig gehalten, wobei Weiß, Grün, Gelb und Rot dominierten. Weiches Ziegenleder war das ideale Material für solche Schuhe.
Um 1850/60 bevorzugten die Damen fast ausschliesslich geknöpfte oder geschnürte halbhohe Stiefel, wobei schwarzes Ziegenleder als Schaftmaterial den Vorzug bekam. Der halbhohe Absatz ermöglichte ein bequemes Gehen.
Weibliche Schuhmode wurde etwa ab 1870, mit dem Kürzerwerden der bis dato bodenlangen Röcke, erstmals in größerem Umfang thematisiert. Mit Beginn der Industrialisierung im 19. Jahrhundert wurden Schuhe ab den 1860er Jahren zunehmend in Fabriken gefertigt, wodurch gutes Schuhwerk im Preis sank und für die breite Masse erschwinglich wurde. Gegen Ende des Jahrhunderts wurde die Knöpfbottine bei den jüngeren Herren Mode.

### Rechts-Links-Unterscheidung

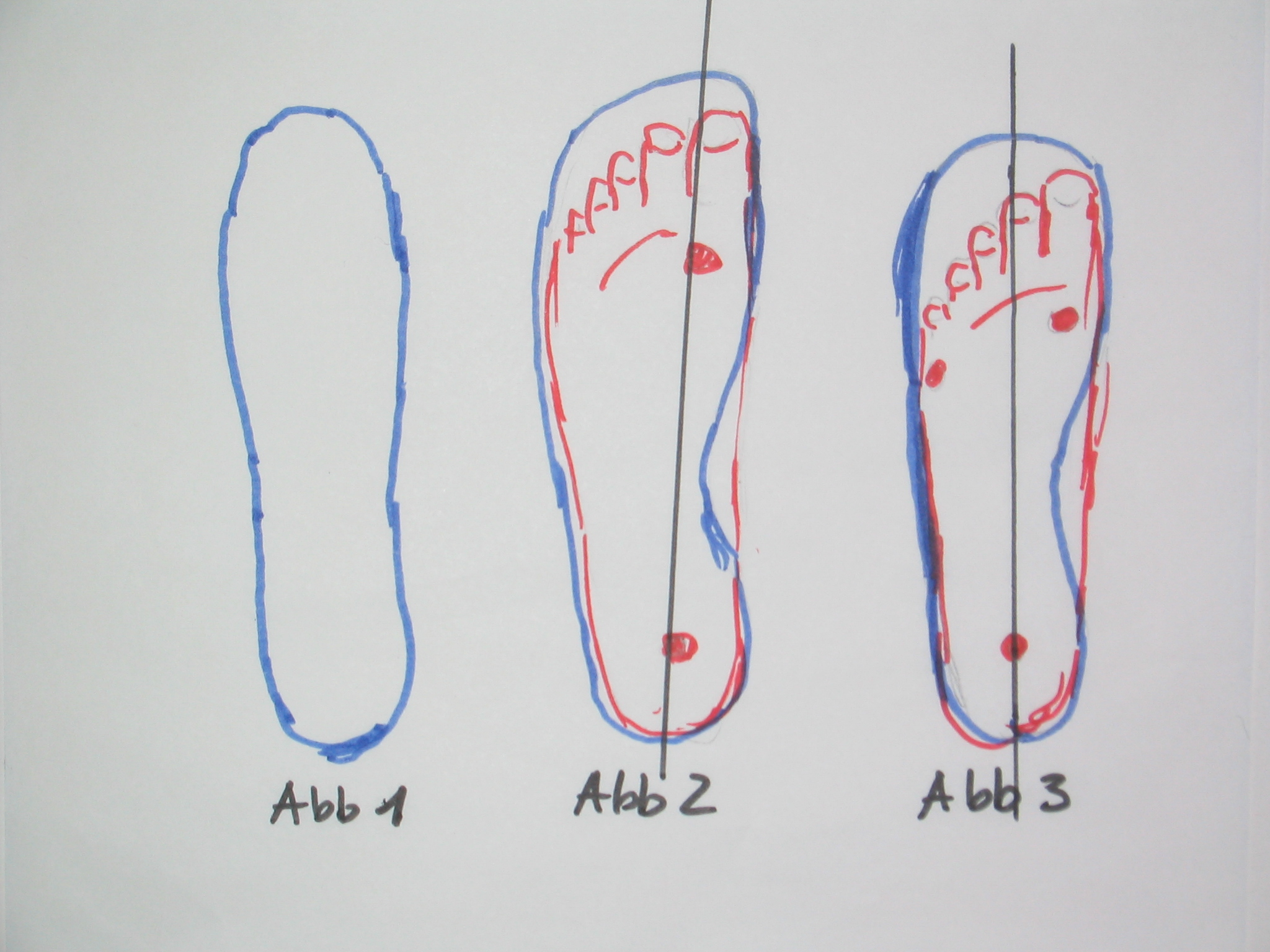
Abb. 1: Einballiger Trachtenschuh
Abb. 2: Zweiballige Meyersche Linie
Abb. 3: Moderne Brandsohle

Die bereits durch die naturbedingte Fußform vorgegebene spiegelsymmetrische Form der beiden Schuhe eines Schuhpaars war nicht immer üblich. Obwohl bei Griechen und Römern in der Antike bekannt und bis ins Mittelalter selbstverständlich, ging diese Form im Laufe des 17. Jahrhunderts verloren. Auf die daraus folgenden Fußschäden machte erstmals der holländische Arzt Peter Camper 1796 aufmerksam, doch erst rund 60 Jahre später bewirkte eine Streitschrift des Anatomen Georg Hermann von Meyer (1815–1892) die Rückkehr zur Rechts-Links-Unterscheidung im Schuhbau. Die wichtigste Unterstützung für seine Reform erfuhr G. H. von Meyer durch die Kriegsministerien und die aufstrebende amerikanische Schuhfabrikation, so dass die Nordstaaten mit Meyerschen Schuhen siegten, auch weil ihre Soldaten schneller und weiter marschieren konnten. Der klassische amerikanische Militärstiefel weist bis in die jüngste Vergangenheit eine Variante der Meyerschen Linie auf.
Die Meyersche Linie konnte sich letztlich nicht halten, weil sie die Bedeutung des äußeren Strahles (Kleinzehenballen) vernachlässigte. Die Leitlinie des modernen Schuhs geht daher von der Mitte der Ferse durch das Grundgelenk der zweiten Zehe.
Durch die Industrialisierung und der damit verbundenen Möglichkeit, Schuhe auch als Massenware anfertigen zu lassen, wurden gegen Ende des 19. Jahrhunderts Schuhe günstiger und für viele bezahlbar.

### 20. Jahrhundert

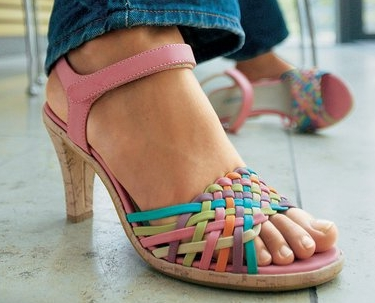
Sandalette mit gefärbten Riemchen aus Chrom-Oberleder

Trotz der günstigeren Fertigungsmöglichkeiten hatten die meisten Menschen um 1900 oft nur zwei Paar Schuhe: eines für den Werktag und eines für den Sonntag. Parallel zu Fabrikschuhen existierte weiterhin der Schuh vom Schuhmacher, der per Handarbeit und nach Maß angefertigt wurde. Die gesellschaftliche Bedeutung des Schuhs wuchs mit dem Kürzerwerden der Röcke der Damen: Schuhe wurden sichtbar und die Frauen zeigten auch gerne Schuh. So entstanden viele verschiedene Formen und Farben; unterschiedliche Materialien kamen zum Einsatz. Frauen trugen meist Schnürstiefeletten und vor allem Knöpfstiefeletten. Für die Knopfstiefel gab es sogar spezielle Knöpfhaken, mit denen das Schließen und Öffnen vereinfacht wurde. Stickereien waren beliebt, sogar die Absätze schmückte man manchmal damit. Auch Rüschen und Perlen zierten die Schuhe.
Ab 1905 entstand eine Bewegung, die forderte, dass Schuhe einen Fuß nicht einengen, sondern bequem sein sollten. So kamen Schuhe auf den Markt, die ihre Funktion bestens erfüllten und mit denen man gut laufen konnte.
Neuere Gerbverfahren mit Chromsalzen erweiterten die Gestaltungsmöglichkeiten im Vergleich zu den bis dahin verwendeten pflanzlich gegerbten Oberledern. Dünnere chromgegerbte Leder wurden zunehmend für die Schäfte verwendet, boten neuen Schaftschnitten gute Voraussetzungen und ließen sich vielfältiger färben. Damit einhergehend wurden auch die bis heute üblichen Schuhcremes in Blechdosen entwickelt. Im Jahre 1910 entwickelte Rampichini das Klebeverfahren mit Zelluloidkitt für die Schuhherstellung und bot dadurch neue Möglichkeiten in der Massenschuhproduktion (sogenannte AGO-Schuhe, von another great opportunity).
In den Goldenen Zwanziger Jahren erwachte die Herrenmode aus dem Stiefel-Trauma des Ersten Weltkriegs, wie dieser Bericht in der Zeitschrift Der Herrenfahrer belegt:

„Jeder mehrfarbige Schuh ist unfein, wenn nicht als Strand- oder Vormittagsschuh. Der Halbschuh beherrscht alles. Stiefel werden wenig getragen. Der schwarze Boxcalf- oder Chevreaux-Schuh kann gelochte Muster haben. Die Kappe kann sogar das Monogramm tragen. Lange, platt abgerundete Spitze. Die beste Bezeichnung für die Form ist: wenn die Schuhe vor dir stehen, darfst du nicht sehen, welches der rechte und welches der linke Schuh ist. Der braune Schuh ist im Winter, wenn überhaupt braune Schuhe getragen werden müssen, aus schwerem Leder. Der braune Schuh mit Gummisohle ohne Absatz ist schon wieder aus der Mode. Höchstens als Golfschuh noch führend. Als Smoking- und Abendschuh ein kappenloser Lackschuh, völlig flach und ohne Verzierung.“

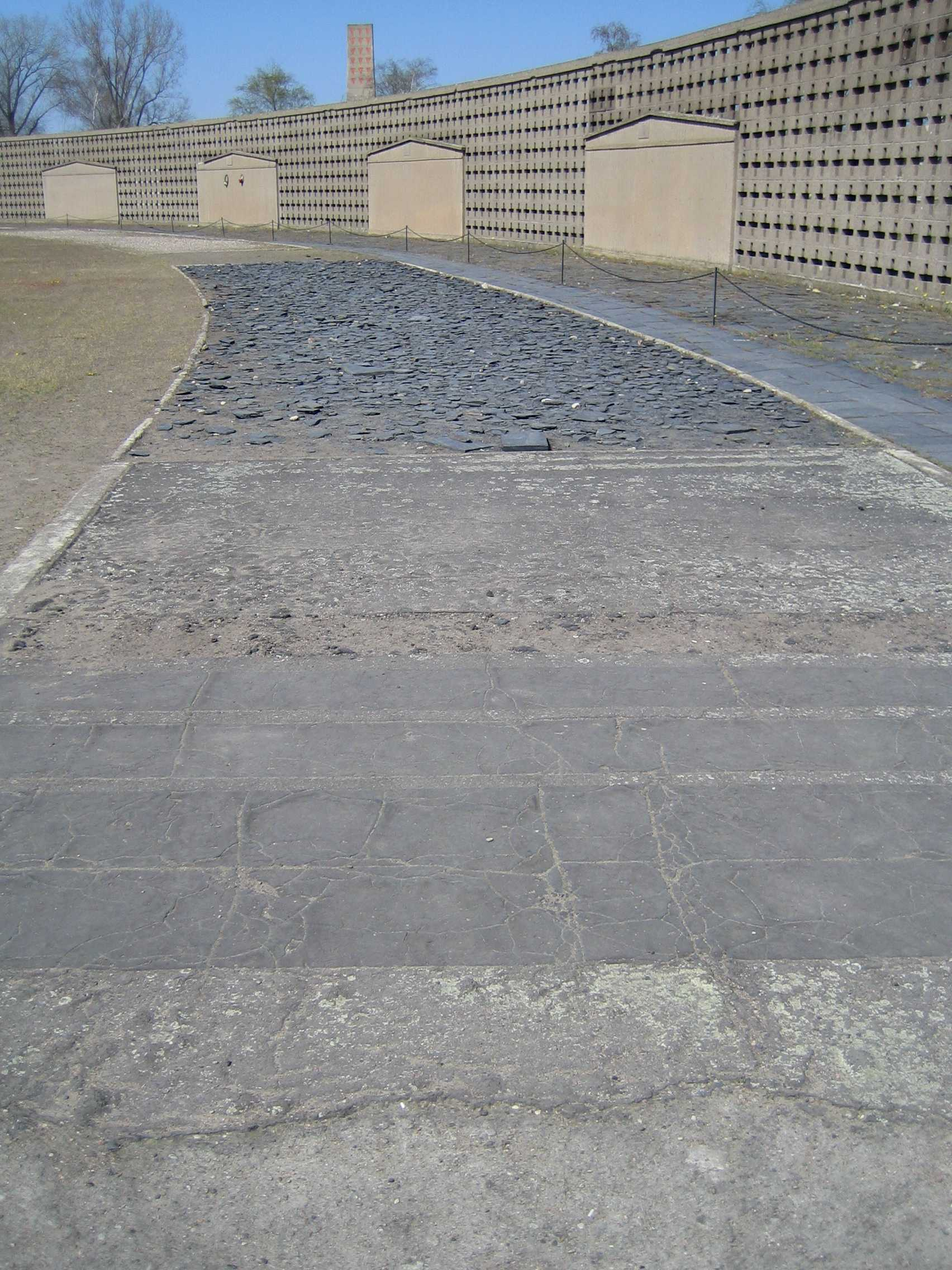
„Schuhprüfstrecke“, KZ Sachsenhausen

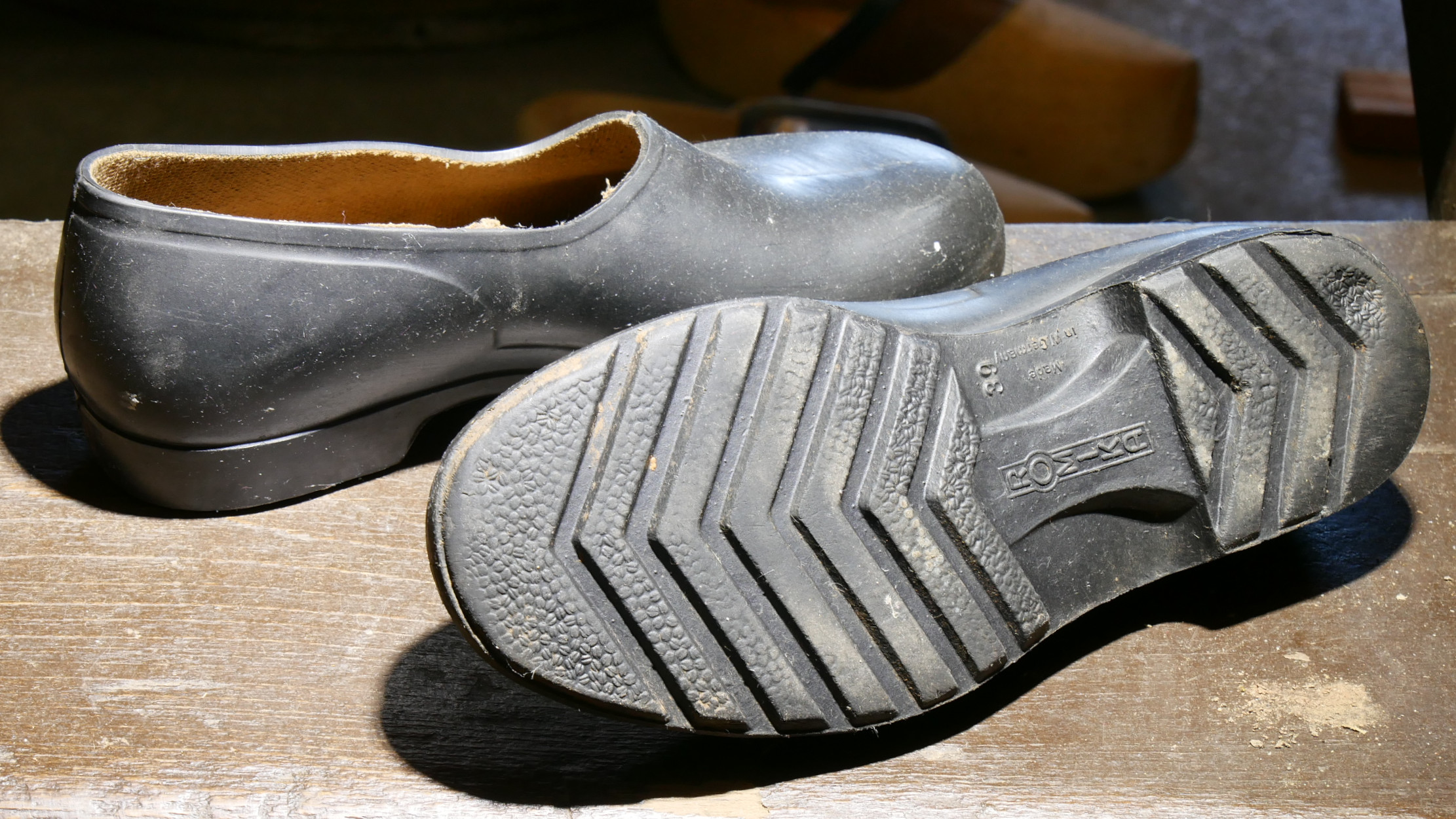
Romika Gummischuhe im Freilichtmuseum Roscheider Hof

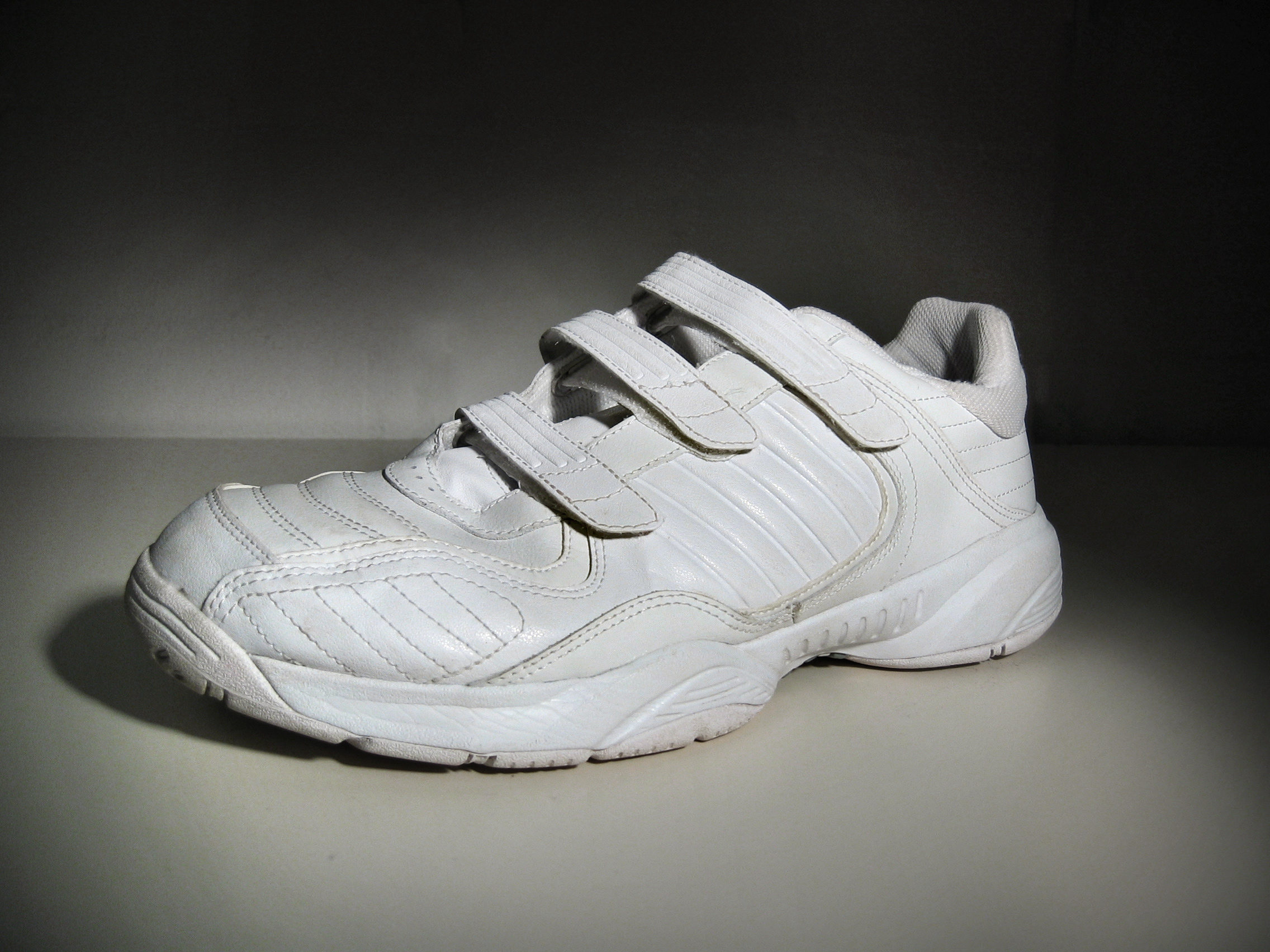
Sneaker

Über die 1920er und frühen 1930er Jahre lässt sich zusammenfassend sagen: „Die beiden wichtigsten Entwicklungstrends waren die Einführung des Halbschuhs und der Übergang zum modischen Gebrauch, vor allem bei Frauen und jungen Menschen.“ Den entstehenden Welthandel mit Schuhen prägten die Unternehmen Bata und Bally, die auf Produktion mittels amerikanischer Maschinen umstellten.
Die Autarkiepolitik des Nationalsozialismus sorgte in Deutschland einerseits dafür, dass sich erstmals von deutschen Schuhfabrikanten gestaltete Schuhe durchsetzen konnten, andererseits dafür, dass die Produktionsschwerpunkte von der Importware Leder auf die neuen vollsynthetischen Kunststoffe wechselten. Im Zusammenhang mit der Einführung von Leder-Ersatzstoffen trat eine Verwissenschaftlichung der Schuhproduktion ein, die sich etwa durch staatliche Forschungsförderung und militärische Erprobung ausdrückte. Die Schuhversorgung des Militärs hatte im Nationalsozialismus Priorität, die Militärorganisationen konnten durchsetzen, dass ihre Stiefel weiterhin aus Leder bestanden. „Nach den Uniformierten kamen die männlichen Zivilisten, dann die Frauen und Kinder, und wer außerhalb der ‚Volksgemeinschaft‘ stand – dazu gehörte auch das besetzte Europa –, litt unter extremem Mangel und verheerender Qualität.“ Die Verwissenschaftlichung der Schuhproduktion hatte zur Folge, dass wie in anderen Wissenschaften auch unethische Menschenversuche mit KZ-Häftlingen durchgeführt wurden, vor allem an der sogenannten Schuhprüfstrecke im KZ Sachsenhausen. Trotz der geringen wissenschaftlichen Qualität der Testergebnisse galten von der KZ-Schuhprüfstrecke inspirierte Trageversuche noch Ende der 1960er Jahre als allen mechanischen Schuhtests überlegen.
Mitte des Jahrhunderts kamen durch die Entwicklung neuer thermoplastischer Gummis und Kunststoffe das kostengünstigere Anvulkanisieren und Anspritzen der Sohlen an den Schaft hinzu (die Direktansohlverfahren). Diese und weitere kostensenkende Herstellungsverfahren verbilligten die Schuhe, wodurch sich die Konsumenten häufiger neue Schuhe leisten konnten und sich die Schuhmode in immer kürzer werdenden Zyklen erneuerte. Insbesondere die Damenschuhmode ist von wechselnden Moden stark geprägt. Die Herstellungsweise in angespritzter Machart und die Verwendung von Kunstfasergeweben sowie die Massenproduktion in Niedriglohnländern führte zu weiterer Produktverbilligung.
Der Sportschuh trat ab den 1960er, vor allem aber in den 1980er Jahren seinen Siegeszug an. Heute werden Sneakers (Sportschuhe für den Alltagsgebrauch) von allen Altersklassen und weiten Teilen der Bevölkerung vieler Länder getragen. Ihre Entwicklung wurde durch die zunehmende Freizeit einiger Bevölkerungsgruppen um die Jahrhundertwende 19./20. Jahrhundert begünstigt, die es diesen Menschen ermöglichte, Sport zu treiben. Die ersten Sportschuhfabriken entstanden zu dieser Zeit in den USA und England, in den 20er Jahren folgte die Gebrüder Dassler Sportschuhfabrik (heute Adidas und Puma) in Deutschland. In den fünfziger Jahren machten Halbstarke wie James Dean den Sneaker für die Jugend populär, in den 80er Jahren wurden mit dem Fitnessboom breitere Kundenschichten erreicht. Heute ist der Sportschuh aus dem Alltag nicht mehr wegzudenken.

## Kategorisierung
Es gibt keine einheitliche Regelung, nach welchen Kriterien Schuhe zu kategorisieren sind, da sich die jeweils damit verfolgten Zwecke unterscheiden. Ein Schuhhersteller unterteilt nach anderen Kriterien als ein Schuhhändler, dieser wiederum anders als ein Schuhträger.
Gebräuchlich sind Unterteilungen nach
- Einsatzzweck: Straßenschuh, Hausschuh, Wanderschuh, Tanzschuh, Badeschuh etc.
- Konstruktionsweise, die sogenannte Machart: geklebter Schuh, vulkanisierter Schuh, durchgenähter Schuh, California-Schuh, rahmengenähter Schuh etc.
- Schuhform: Halbschuh, Stiefel, Schaftstiefel, Langschaftstiefel, Sandale, Pantolette und Pantoffel
- Schuhmodell: Boots, Brogue, Clog, Espadrille, Geta, Gummistiefel, Pumps, Sneaker etc.
- Schuhverschluss: Spangenschuh, Reißverschlussschuh, Monkstrap, Schnürschuh, Schlupfschuh/Loafer, Klettverschluss
- Schaftschnitt: Oxford, Derby, Kreuzsandale, Kropfschnitt etc.
- Boden- oder Schaftmaterial: Holzschuh, Lederschuh, Brokatschuh, Gummischuh, Membranschuh etc.
- „Spezialschuhe“: Sicherheitsschuhe, Barfußschuh
- Sportschuh: Fußballschuh, Schlittschuh, Skischuh, Laufschuh, Turnschuh, Ballettschuh
- Funktion: Sommerschuh, Winterschuh, Abendschuh etc.
- Geschlecht des Trägers: Damenschuh, Herrenschuh und Kinderschuh

Die Unterschiede zeigen sich
- im Modellangebot: zum Beispiel Pumps für Frauen, Budapester für Männer
- in der Absatzhöhe: Damenschuhe haben oft erheblich höhere Absätze
- in den Schaftverzierungen und Schaftfarben: bei Damenschuhen variantenreicher, Kinderschuhe und Damenschuhe sind oft mehrfarbig
- im Material: Damenschuhe haben seit einigen Jahren zunehmend Kunstlederschäfte
- in der Leistenform: Verschiedene Herren-, Damen- und Kinderleisten sind den unterschiedlich geformten Füßen der jeweiligen Zielgruppen angepasst
- im Schuhgrößenbereich und der Schuhmode: Intervalle, Umfang, Detailänderungen.

Die wohl bekannteste allgemeingebräuchliche Differenzierung ist die in Sandale, Halbschuh und Stiefel. Bei diesen Bezeichnungen handelt es sich aber lediglich um Überkategorien. Bei einer Sandale handelt es sich in der Regel um einen Schuh, der in warmen Jahreszeiten getragen wird, da er oben offen ist und durch unterschiedliche Konstruktionen am Fuß gehalten wird.
Der Begriff Halbschuh sagt lediglich aus, dass die obere Schaftkante vorne in der Fußbeuge und seitlich unterhalb der Knöchel endet. Für den Stiefel gilt: Jeder Schuh, dessen Schafthöhe mindestens 80 % der Sohlenlänge beträgt, ist per definitionem ein Stiefel. Diverse Unterteilungen und Zusatzbezeichnungen dienen der feineren Differenzierung, unter anderem: offene oder geschlossene Formen, Höhe des Schaftes, Verschluss (mit Schnürung, Riemen oder Reißverschluss), Anzahl der Teile, Nähte des Schaftes, Art der Verzierungen.
Ebenfalls verbreitet ist eine Unterscheidung unter kulturhistorischen Gesichtspunkten, mit den Schuhgrundtypen Sandale, Mokassin (oder Opanke), Stiefel, Pantoffel und Halbschuh.

## Schuhmodelle
Im täglichen Gebrauch wird zumeist nach dem Schuhmodell unterschieden. Schuhmodelle werden in erster Linie durch den Schaftschnitt bestimmt, das heißt, nach der Form und Anzahl der Teile, aus denen der Schaft zusammengesetzt ist. Verzierungen, wie beim Brogue oder die Art des Verschlusses, zum Beispiel beim Monkstrap spielen für die Definition des Modells eine Rolle. Im jeweiligen Schuhmodell fließen somit mehrere der oben genannten Unterscheidungsmerkmale zusammen.
Ein Beispiel eines Herrenschuhmodells ist der Budapester, welcher sich durch den Verschluss, den Schaftschnitt, die Leistenform, Verzierungen, den Schuhboden und die Konstruktionsweise fachsprachlich folgendermaßen definiert: Offene Schnürung im Derbyschnitt mit Flügelkappe und Broguings (Lochverzierungen) sowie aufgesetzter Galosche (Hinterkappe). Doppelter Boden in einer zwiegenähten Machart, insgesamt eine breite und gerade Schuhform mit aufgeworfener Vorderkappe und einer recht breiten, arrondierten (gerundeten) Schuhspitze. – Nur ein Schuh, der alle diese Merkmale gemeinsam aufweist, ist ein Budapester.
Einige Bezeichnungen verschiedener Schuhmodelle:
- Herrenmodelle: Oxford, Derby, Blücher, Sattelschuh, Brogue (Full- oder Halfbrogue, Longwing), Loafer (Pennyloafer, Tasselloafer), Norweger, Monkstrap, Chelsea-Boot, Jodhpur-Stiefel, George-Boot, Balmoral-Boot u. a.
- Damenmodelle: Mary Jane, Überknieschaftstiefel, Pumps, Slingback, Sandalette, Pantolette, D’Orsay, Ballerina, Mule u. a.
- Unisexmodelle: Mokassin, Bootschuh, Moon Boot, Espadrille, Pantoffel, Barfußschuh, Pennyloafer (Collegeschuh), Clog, Westernstiefel, Sandale u. a.

## Maßschuhe und Konfektionsschuhe

### Der Leisten

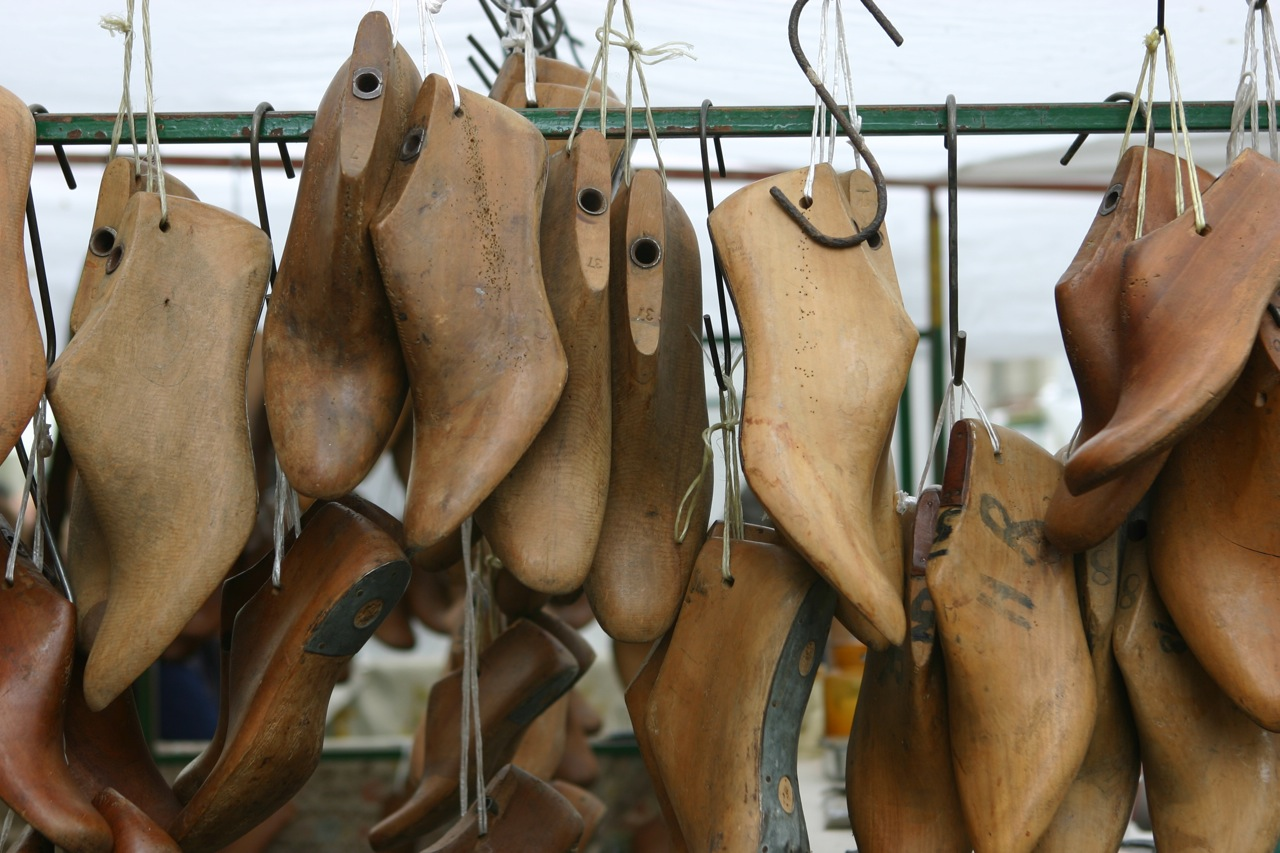
Der Leisten bestimmt Größe, Form und Absatzhöhe des darauf gebauten Schuhs.

Um zur dreidimensionalen Hohlform eines Schuhs zu gelangen, werden seine einzelnen Teile auf einer Form montiert (daher der Ausdruck Schuhbau für die Schuhherstellung). Diese dreidimensionale Form wird Leisten genannt. Sie entspricht einem Abbild des Fußes in einer normalen Haltung bei mittlerer Belastung und berücksichtigt gleichzeitig die Formmerkmale des geplanten Schuhmodells. Diese manifestieren sich vor allem in Form, Größe und Länge der Leistenspitze sowie in der Fersensprengung (spätere Absatzhöhe).
Die Schuhhersteller greifen bei den Abmessungen des Leistens auf Erfahrungswerte zurück, da die Datenbasis über die tatsächlich existierenden Fußmaße der Menschen gering und oft veraltet ist. Das führt häufig zu Passformproblemen, da der Schuh nicht zur individuellen Fußform passt, sondern reibt und drückt – laut Umfragen das Hauptproblem des Endverbrauchers mit Schuhen. Hinzu kommt, dass Menschen verschiedener Regionen unterschiedliche Fußabmessungen und -formen haben. Hier setzen Maßschuhmacher an, die nach den Maßen des jeweiligen Kundenfußes und des gewünschten Schuhmodells den sogenannten Maßleisten aus einem Holzklotz (meist Buche) herausarbeiten bzw. vom Leistenbauer herstellen lassen. Industrieleisten werden als Prototypen ebenfalls aus Holz gefertigt, für die Serienproduktion wird aus Gründen der geringeren Empfindlichkeit recyclingfähiger Kunststoff als Leistenmaterial bevorzugt.
Die manuelle Schuhherstellung an den Leisten ist ein komplexer Prozess, weshalb die Leistenhandwerker hochbezahlte Handwerker waren. Für den Schuster gehören Leisten zum Handwerk, nicht aber, diese visuell festzuhalten. Die Redewendung Schuster bleib bei deinen Leisten geht auf den Maler Apelles zurück, der von einem Schuster für die Schuhdarstellung auf dem Ölbild kritisiert wurde und mit dieser Antwort reagierte.

### Der Maßschuh
Hierbei ist zu unterscheiden zwischen einem orthopädischem Maßschuh und einem „normalen“ Maßschuh. Der orthopädische Maßschuh wird ausschließlich nach medizinischer Indikation hergestellt und ist im Vergleich zum „normalen“ Maßschuh weniger elegant. Der klassische Maßschuh ist ein handgefertigter Schuh nach den individuellen Kundenvorstellungen und seinen Fußmaßen, er ist daher mit dem Nimbus des „besseren Schuhs“ im Vergleich zum Konfektionsschuh versehen.
Sachlich betrachtet ist diese Sichtweise im Vergleich mit einem hochwertigen Konfektionsschuh unbegründet. Qualitativ vergleichbare sehr gute Herren-Konfektionsschuhe liegen etwa bei einem Ladenpreis ab 300 Euro (Stand: 2008) und werden in verschiedenen Weiten und Leistenformen angeboten, so dass hier eine ebenso gute Passform zu erwarten ist wie bei einem Maßschuh (ab etwa 1200 Euro).
Im Zeitalter der Globalisierung gibt es Unternehmen, bei denen Maßschuhe online bestellt werden können. Der Kunde bestimmt selbständig mittels eines Formverfahrens die Maße der eigenen Füße. Die entstandene Form zeigt alle Details der Füße und bildet die Basis für die Leisten-Herstellung. Die Schuhe werden dann von Hand auf diesen individuellen Leisten genäht. Preislich liegen diese Schuhe in einem für Maßschuhe günstigen Bereich ab 350 Euro.
Auch hinsichtlich der Qualität gleichen die verwendeten Bauteile des Top-Konfektionsschuhs denen des Maßschuhs. Die Verarbeitungsqualität eines Maßschuhs ist in der Regel nicht besser als die eines Konfektionsschuhs der Oberklasse, da beispielsweise eine per Hand ausgeführte Naht nicht besser sein muss als eine maschinell erstellte.
Gut beraten mit einem Maßschuh ist, wer keine passenden Konfektionsschuhe findet oder sehr individuelle Vorstellungen des Schuhdesigns hat, die ihm nur der Maßschuhmacher verwirklichen kann.
Bekannte Maßschuhmacher sind in London John Lobb und in Paris Berluti und Louboutin. In Deutschland, Österreich und der Schweiz sind nur wenige bekannte Maßschuhmacher tätig.
Bis zur Mitte des 19. Jahrhunderts gab es fast ausschließlich Maßschuhe, denn die Schuhe wurden in der Regel vom Schuhmacher für den Kunden nach dessen Wünschen hergestellt. Dafür wurde nicht unbedingt ein neuer Leisten hergestellt, aber doch ein gut passender individuell ausgewählt. Dieses Verfahren wird heute als Maßkonfektion bezeichnet und von einigen wenigen Herstellern angeboten.

### Der Konfektionsschuh

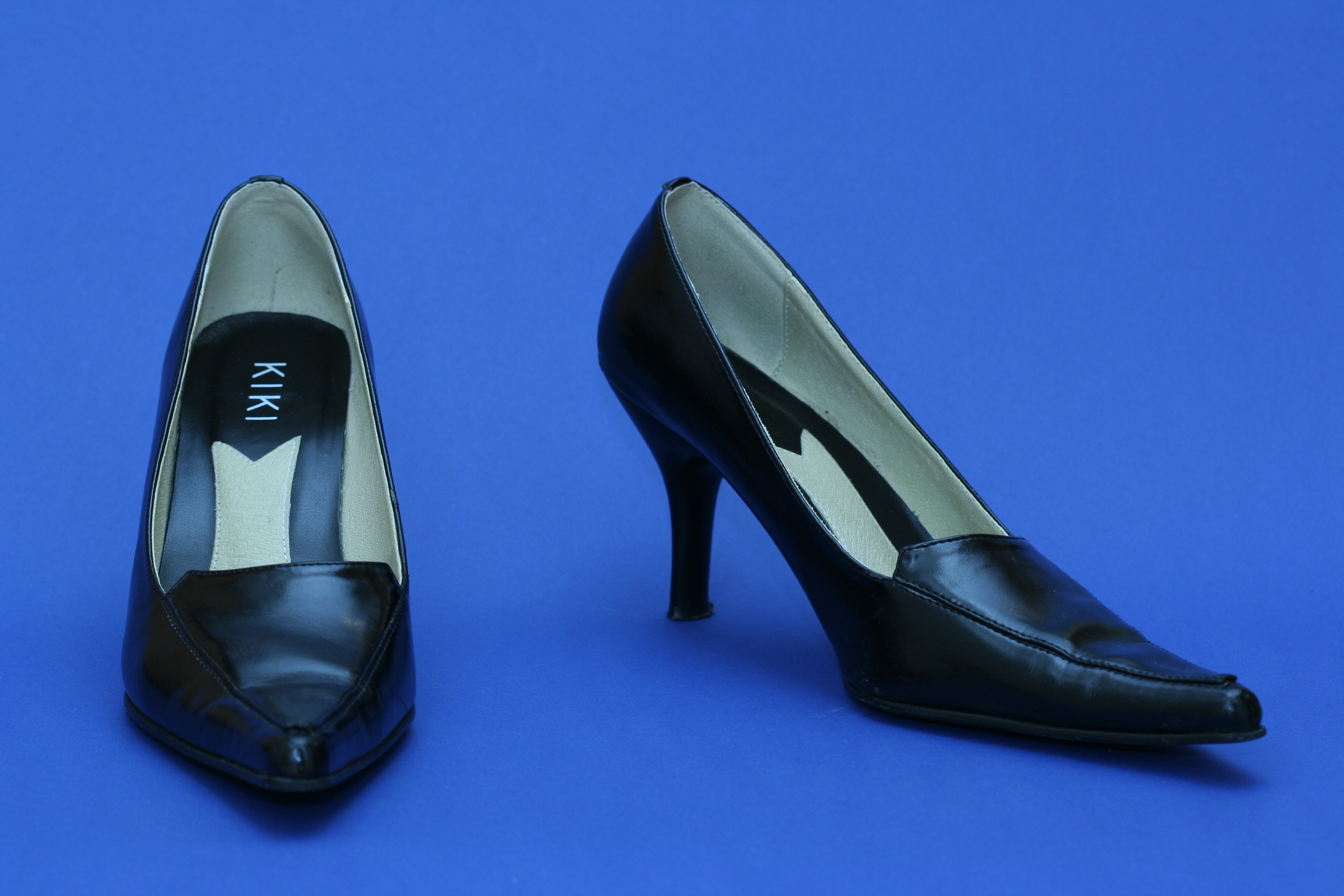
Pumps werden von Frauen im Beruf und Alltag getragen

In den USA wurden ab Mitte des 19. Jahrhunderts aufgrund des rasant ansteigenden Bedarfs die ersten Maschinen zur industriellen Schuhproduktion entwickelt: Steppmaschine, Gradiermaschine, Durchnähmaschine, Doppelmaschine, Einstechmaschine, Zwickmaschine u. a. Hierdurch wurde das handwerkliche Produktionsmodell (Maßschuh) in wenigen Jahrzehnten durch die industrielle Schuhproduktion (= Konfektionsschuh) weitgehend ersetzt, in Europa fand diese Entwicklung mit wenigen Jahren Verzögerung statt. Erstmals konnten die Kunden fertige Schuhe kaufen und mussten nicht auf deren Herstellung warten. Die Auswahl wurde größer, die Schuhe konnten vor dem Kauf vergleichend betrachtet und anprobiert werden, die Preise sanken und die Qualität der maschinenproduzierten Schuhe war gleichwertig mit denen handgefertigter Schuhe. Vor allem war sie auch gleichbleibend, während die handgefertigten Schuhe in der Qualität je nach Tagesverfassung des Schuhmachers schwankten. Seitens der Handwerker kam es zu erbitterten Widerständen gegen diese Entwicklung (Streiks, Zerstörung neuer Maschinen). Durch Wettbewerbe versuchte man, die Überlegenheit des handrahmengenähten Schuhs unter Beweis zu stellen, doch die industrielle Entwicklung lief unaufhaltsam voran. Der Schuh war zu einem erschwinglichen Gebrauchsgegenstand geworden, während er früher eine teure Anschaffung oder sogar ein Luxusartikel gewesen war. Menschen, die sich zuvor nur holzgenagelte Schuhe leisten konnten, vermochten nun auch genähte Schuhe zu kaufen.
Voraussetzung für die industrielle Massenfertigung war eine Normierung der Schuhgrößen. Obwohl die englischen Schuhgrößen (Size) bereits seit dem 14. Jahrhundert bekannt waren, kamen jetzt neue Größen hinzu: Pariser Stich/kontinentale Größe, halbe Größen und zeitweilig sogar Viertelgrößen. Trotz aller Normierungs- und Vereinheitlichungsbestrebungen existieren bis heute verschiedene Maßsysteme für Schuhlängen sowie -weiten, auch die Umrechnungen sind nicht immer einheitlich.
Der trotz Automatisierung noch relativ hohe manuelle Arbeitsanteil und die damit verbundenen Lohnkosten bei der industriellen Schuhproduktion führten in Deutschland seit den 1960er Jahren zu einer zunehmenden Verlagerung der Produktion ins Ausland. Zunächst nach Italien, dann nach Spanien und Portugal und später, nach Öffnung des Eisernen Vorhangs, in den Osten Europas (Ungarn, Rumänien), aber auch nach Nordafrika. Inzwischen wird in Indien und in Fernost produziert. Die deutsche Schuhproduktion, mit ihrem ursprünglichen Schwerpunkt in und um Pirmasens, war gegen Ende des 20. Jahrhunderts weitgehend verschwunden.
Damit tauchten neue Probleme auf, weil die westlichen Hersteller oft nicht mehr die hundertprozentige Kontrolle über den Produktionsprozess in Fernost (China, Vietnam, Indonesien) und die dabei verwendeten Materialien haben. Soziale, gesundheitliche und arbeitsrechtliche Missstände (Kinderarbeit, Nichtbeachtung von Arbeitsschutzmaßnahmen, Ausbeutung der fast ausschließlich weiblichen Arbeitskräfte) waren und sind die Folge einer sich hauptsächlich am Produktpreis orientierenden Herstellung. Die Missachtung von Umweltschutzmaßnahmen führt beispielsweise zur Kontaminierung von Böden und Gewässern. Bei Kontrollen der importierten Schuhe werden immer wieder schadstoffbelastete Materialien festgestellt, zum Beispiel aufgrund mangelhafter Gerbung oder der Verwendung verbotener Farbstoffe: Konsequenzen des harten Preiskampfes der westlichen Schuhhersteller, die auf die Preisorientierung der Konsumenten reagieren. Dass auch die Produktqualität und der Tragekomfort geringer geworden sind, bietet der Industrie die Möglichkeit, bessere Produkte im Markt zu platzieren.

## Materialien

Die für die Herstellung der meisten Schuhe verwendeten Materialien sind heutzutage sowohl hinsichtlich der Schuhschäfte als auch des Bodens überwiegend künstlicher Herkunft. Für die Böden werden zumeist thermoplastische Kunststoffe verwendet, für die Schäfte Gewebe aus Chemiefasern. Erst bei höherpreisigen Schuhen werden zunehmend natürliche Materialien, allen voran Leder, eingesetzt.
In der EU angebotene Schuhe unterliegen seit 1997 der Materialkennzeichnungspflicht durch den Hersteller. Auf einem Aufkleber wird ihr durch entsprechende Symbole genüge getan (vgl. Abbildung). Die europäische Schuhkennzeichnungsrichtlinie sieht eine stark eingeschränkte Information vor: Getrennt für das Außenschaftmaterial, das Futter und die Außensohle können vier verschiedene Werkstoffe angegeben werden: Leder, beschichtetes Leder, Textilien (ohne Unterscheidung nach synthetischer oder natürlicher Herkunft) und „sonstiges Material“. Als Aufklärung für den Konsumenten gedacht, lässt diese Minimalinformation wenig Rückschlüsse auf die Qualität der angegebenen Materialien oder deren Zusammensetzung zu.

### Bodenmaterialien
Die Laufsohle wird entweder aus einem Polymerwerkstoff (Kunststoff oder Gummi) oder aus Leder gefertigt. Sowohl bei den Gummisohlen (geschäumt, Natur-, Kunst- oder gemischter Gummi) als auch beim Leder gibt es gravierende Qualitätsunterschiede: beim Leder beispielsweise Crouponleder oder Leder aus weniger dichten Hautstellen, gemischt oder grubengegerbt beziehungsweise nur schnell gegerbt. Die Zwischensohlen bestehen ebenfalls entweder aus einem geschäumten und somit dämpfenden Kunststoff (z. B. Polyurethan, EVA) oder aus Leder. Die Innensohle besteht oft aus einem Gewebe, imprägnierter Pappe oder Leder. Für den Schuhboden gedachte Leder werden pflanzlich gegerbt. Eine hohe Flexibilität der Sohle macht den Schuh gesünder, da durch eine flexiblere Sohle das Gangbild weniger beeinflusst wird. Gesund ist es außerdem, wenn Schuhe keinen hohen Absatz haben und wenn die Form den Zehen genug Spielraum lässt.

### Schaftmaterialien
Leder wird seit Jahrhunderten und bis heute als sehr gut geeignetes Material genutzt, um Schuhe zu fertigen. Hauptsächlich aus Kostengründen werden seit einigen Jahrzehnten, neben Leder, verstärkt andere Obermaterialien verwendet, so dass die Schäfte heutzutage mehrheitlich nicht mehr aus Leder bestehen, sondern vorwiegend aus Chemiefasern. Neuerdings werden auch recycelte Materialien (zum Beispiel aus ehemaligen PET-Flaschen und aus wiederaufbereiteten Autoreifen) eingesetzt.

#### Naturfasern, Kunstfasern, PVC und andere

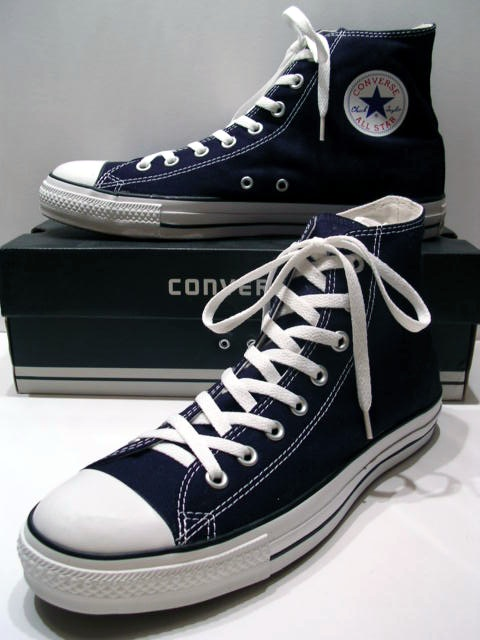
Ein Klassiker des Schuhdesigns: Basketballschuhe aus Leinen mit Gummivorderkappe und Gummisohle der Marke Converse

Man verwendet Gewebe aus Naturfasern (Segelschuhe aus Baumwolle), überwiegend aber Kunststoff in Gewebeform (Nylon bei Sportschuhen) oder zu gießende/spritzende Kunststoffe (PVC für Gummistiefel). Dieses ist in der Herstellung wesentlich preisgünstiger, in der Qualität gleich bleibend und auch auf längere Sicht hinsichtlich der Herstellungskosten genau zu kalkulieren. Selbst viele vermeintliche Lederschuhe der unteren Preisklasse sind mittlerweile mit Schäften aus Kunstleder (Polyethylen, PU) gefertigt. Gummistiefel, früher noch aus Naturgummi (Kautschuk/Gummi) vulkanisiert, sind heutzutage oft spritzgegossen aus einem Thermoplast, etwa aus PVC oder einem Elastomer.
Was zunächst als Kostenvorteil erscheint, geht oft mit einer Verminderung des Tragekomforts und der funktionellen Eigenschaften einher. „Schweißfüße“, „stinkende Schuhe“ und Fußpilz sind zu weit verbreiteten Problemen geworden. Die Ursache dafür kann mit in der Konstruktion von Schuhen und Strümpfen in Verbindung mit ungünstiger Gebrauchsweise der Schuhe liegen (siehe Abschnitt Schuhpflege).

#### Waschbare Schuhe
Beginnend mit Leinen-Gummischuhen (oft: PVC) der 1970er werden Schuhe und Sandalen auch für durchnässendes Tragen am Strand, im Meer oder See, im Boot oder auf einem Surfboot gebaut. Hochspezialisiert in Richtung Wärmeisolierung, Haftung und Scheuerschutz sind Schuhe und Füsslinge aus Neopren. Auch weitverbreitete überwiegend aus Kunstfaser und Thermoplastschaum hergestellte leichte Freizeitschuhe sind vorsichtig waschmaschinenfest.

#### Leder
Diese Probleme werden durch den Gebrauch von Leder als Schaftmaterial (und – schuhklimatisch besonders wichtig – für die Innensohle) vermieden. Leder besitzt unter anderem folgende Vorteile: wasserdampfdurchlässig, wasserdampfspeichernd, im gepflegten Zustand weitgehend wasserdicht, dehnbar und wieder rückstellfähig, kantenreißfest, isolierend, robust und gutaussehend. Leder ist in vielen Qualitäten erhältlich, die sich sehr zuverlässig im Schuhpreis widerspiegeln, für den Laien aber nicht ohne Weiteres zu erkennen sind. Gute Leder sind hoch atmungsaktiv, äußerst geschmeidig bei gleichzeitig extremer Festigkeit.
Bei getragenen Schuhen ist die Lederqualität des Schaftes unter anderem an den Gehfalten festzustellen: Passende Schuhe vorausgesetzt, zeugen minimale Gehfalten von hochwertigem Leder; tiefe Gehfaltengräben von minderwertigem Oberleder. Gutes Leder wird über die Jahre sogar noch schöner. Regelmäßig gepflegt, entwickelt es eine reizvolle Patina. Billige Leder hingegen werden im Laufe der Zeit zunehmend abgenutzt aussehen, selbst gute Pflege kann diesen Prozess nicht verhindern.

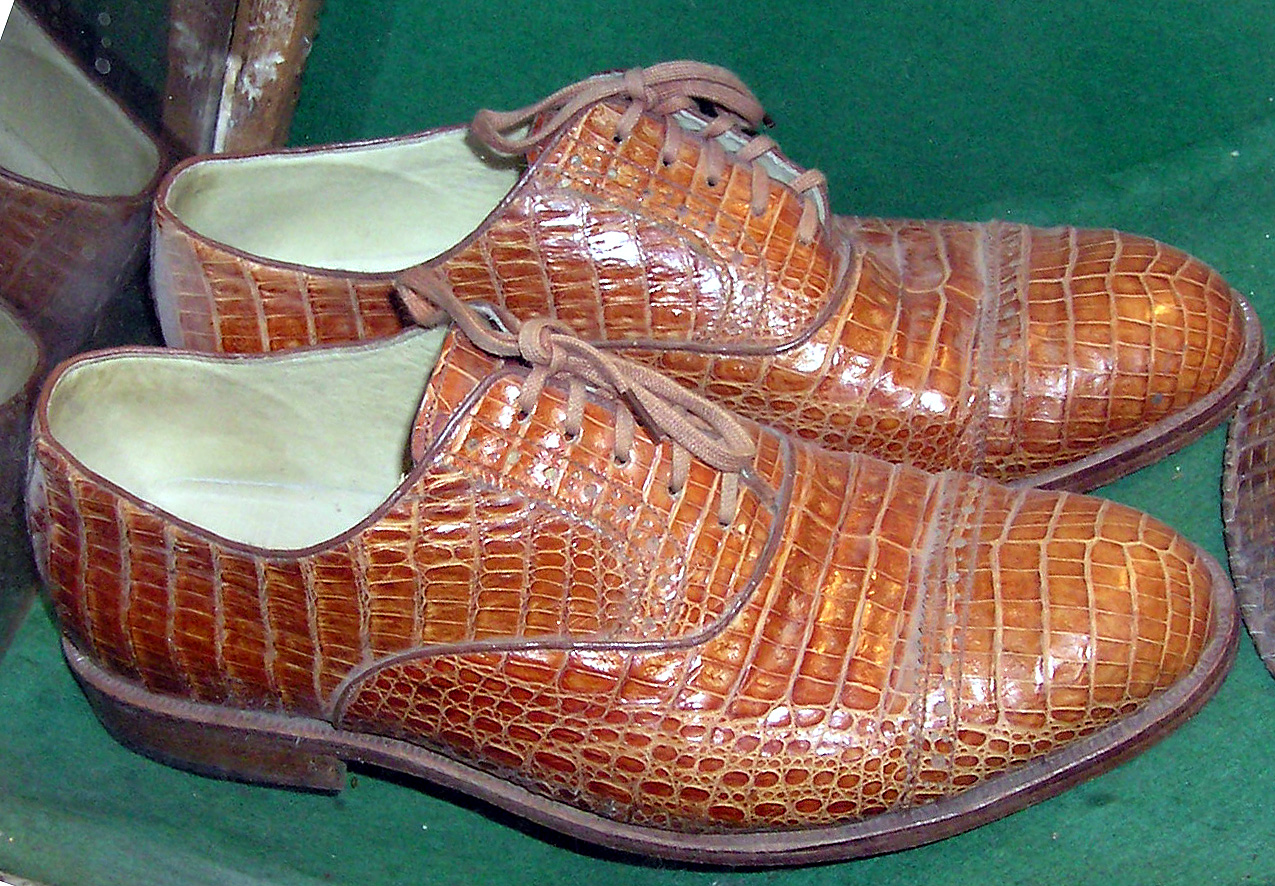
Lederschuhe aus echtem Exotenleder (hier Krokodil) sind äußerst selten (siehe auch Preisstrukturen)

Leder ist gemeinhin ein „Abfallprodukt“ der Lebensmittelindustrie, weshalb Schuhe vornehmlich aus Rind- (bzw. Büffel-), Kalb-, Schweins- oder Schafleder gefertigt werden. Die Schäfte werden zumeist aus chromgegerbten Ledern hergestellt, die derberen und dickeren Schaftleder von Wander- und Arbeitsstiefeln sind pflanzlich gegerbt. Bekannt und verbreitet sind folgende Lederarten:
- Rindbox: robustes Schaftleder, Schuhe mittlerer Preislagen
- Boxcalf: feines Kalbleder, Schuhe höherer Preislagen. Zunehmend inflationär gebrauchter Begriff, der fälschlich auch billigere Mastboxleder einschließt.
- Rauleder: umgangssprachlich fälschlicherweise „Wildleder“ genannt, stark feuchtigkeitssaugend, Schuhe aller Preislagen
  - Veloursleder: Fleischseite der Haut nach außen gewendet, oft billiges Spaltleder, Verwendung für Schuhe aller Preislagen
  - Nubukleder: äußere Hautschicht, der sogenannte „Narben“, zeigt nach außen und ist dem Aussehen einer Pfirsichhaut ähnlich leicht angeschliffen; höherpreisige Schuhe, da die Leder fehlerfrei sein müssen
- Chevreau: Ziegenleder (genauer Zickelfelle), sehr dünnes und reißfestes, etwas knitterig aussehendes Leder, Verwendung für höherwertige Herrenschuhe und für elegante Damenschuhe, auch als Schuhfutter
- Lackleder: auf das Leder wird ein hochglänzender Polyurethanlack aufgebracht, sehr kratzempfindlich und nicht atmungsaktiv

Hinzu kommen seltener (weniger als 1 Prozent Marktanteil) verwendete sogenannte Exotenleder: Fischleder (vom Rochen, Hai, Aal), Reptilleder (Krokodil, Schlange, Echse), Straußenleder oder Emuleder, aber auch Leder aus der Haut vom Elefant, Frosch, Ameisenbär und anderen Tieren. Diese Leder werden zumeist für besondere Luxus- oder Abendschuhe, aber auch für Westernstiefel verwendet. Da diese Schuhe hochpreisig sind, werden sie nur von bekannten Herstellern verarbeitet, die ausschließlich Leder mit CITES-Papieren (Washingtoner Artenschutzabkommen) verwenden. Das heißt, die Häute stammen fast ausschließlich aus registrierten Zuchtbetrieben und sind grundsätzlich zur Ausfuhr aus den Heimatländern genehmigt.

## Herstellung
Wie weiter oben beschrieben, wurden die Schuhe in der vorindustriellen Zeit rein handwerklich vom Schuhmacher hergestellt. Zwar erfolgt heutzutage die Schuhproduktion zum größten Teil industriell, doch ist der manuelle Arbeitsanteil immer noch sehr hoch. Der Herstellungsprozess gliedert sich in drei Hauptbereiche: Entwicklung und Design, Schaftfertigung und den eigentlichen Schuhbau. Der klassische Schuh wird genäht und ist lange haltbar nach professioneller Handfertigung. Als im Zweiten Weltkrieg sowohl Materialien als auch Arbeitszeit knapp wurden, begann die Produktion mit Klebstoff für den Damenschuh. Klebstoff war in der Produktion wesentlich günstiger und biegsamer. Dieses Material wurde dann auch für den Herrenschuh verwendet. Da Männer zu diesem Zeitpunkt aufgrund langer militärischer Fußmärsche anspruchsvoller waren, wurden die Klebestellen zunächst mit einer Ziernaht versehen. Später wurde Klebstoff in industrieller Fertigung für alle Laufschuhe genutzt.

### Entwicklung und Gestaltung
Zunächst wird ein Schuh mit allen äußeren Details als Zeichnung auf Papier geschaffen, Schablonen für die einzelnen Schaftteile gefertigt und der Leisten aus Holz gefertigt.

### Schaftfertigung
In der Stanzerei und Stepperei werden die einzelnen Teile des Schuhschafts vorbereitet. Das beinhaltet, je nach Material, unterschiedliche Arbeitsgänge. Bei hochwertigen Lederschuhen werden beispielsweise die Lederstücke ausgestanzt, an den Kanten ausgedünnt und markiert (Schuhgröße). Aus den einzelnen Teilen wird dann der Schaft zusammengeklebt oder genäht. Anschließend wird das Futter (der Innenschaft) in der gleichen Weise gefertigt und in den Außenschaft gebracht (geklebt, genäht oder beides). Der untere Rand des Schafts (der Zwickeinschlag) ist breiter gehalten, damit er später unter der Innensohle befestigt werden kann.

### Schuhbau
Das „Rückgrat“ fast jeden Schuhs ist die Innensohle, die Brandsohle. Dies ist das Bodenteil, auf dem beim fertigen Schuh der Fuß steht, sofern nicht eine zusätzliche Deck- oder Einlegesohle darüber gelegt ist. Um die Brandsohle als tragendes Element gruppiert sich der restliche Schuh: oben wird der Schaft befestigt, unten die Laufsohle. Die Brandsohle ist im täglichen Gebrauch durch Reibung, Druck, Biegung, Fußfeuchte stark belastet. Deshalb ist sie bei qualitativ höherwertigen Schuhen aus kernigem (festem) pflanzlich gegerbtem Leder, bei Schuhen unterer und mittlerer Preiskategorien besteht sie überwiegend aus einem imprägnierten und versteiften Karton, der im hinteren Schuhteil normalerweise durch eine aufgeklebte dünne Decksohle aus (Kunst-)Leder verdeckt wird.
Der Zusammenbau des Schuhs findet auf dem formgebenden Leisten statt. Über ihn wird der Schaft gezogen (gezwickt) und unter ihm die Brandsohle provisorisch befestigt. Dann werden Schaft und Schuhboden miteinander verbunden. Dabei liegt der Schaftrand (Zwickeinschlag) unter den Brandsohlenrand.
Die Verbindung kann auf mannigfache Weise (sogenannte Machart) geschehen: In der industriellen Fertigung ist heute das Verkleben (klebegezwickt) üblich, teurere Schuhe werden auch genäht (flexibel genäht, durchgenäht oder rahmengenäht).
- geklebte/angespritzte/vulkanisierte Schuhe
Bei geklebten Schuhen (Fachjargon: AGO-Schuhe, AGO hieß der erste Klebstoff) werden die Brandsohlenunterfläche und der anzuklebende Schaftrand zunächst miteinander verbunden und anschließend die Laufsohle mit hitzeaktivierbarem Klebstoff eingestrichen und unter die Innensohle geklebt. Bei angespritzten Böden (z. B. bei Sportschuhen) wird der an die Innensohle geklebte oder gestrobelte (mit einer Zickzacknaht befestigte) Schaft zuvor in eine Form eingebracht, so dass von unten der Boden angespritzt werden kann und sich beim Erkalten mit der Innensohle und dem unteren Schaftrand verbindet. Das Profil erhält die Laufsohle durch die Form, in der sie erkaltet.
- genähte Schuhe
Bei genähten Schuhen werden der Schaft und der Boden an die Brandsohle genäht. Entweder, indem nach dem Entfernen des Leistens durch die Brandsohle und den Schaftrand hindurch die Sohle angenäht wird – Prinzip durchgenähte Machart. Oder indem zuvor unter die Brandsohle eine Kante (Risslippe, Gemband) geklebt wurde, an die dann in einem weiteren Schritt der Schaft zusammen mit einem umlaufenden Lederband (der Rahmen) mittels Einstechnaht befestigt wird – Prinzip rahmengenähte Machart. Der bei Rahmenschuhen zwischen Brand- und Laufsohle entstehende Hohlraum, bedingt durch den unterhalb des Rands der Brandsohle liegenden Zwickeinschlag des Schafts und den Rahmen selbst, wird mit einer Ausballung aus Kork, Filz oder zunehmend auch aus Kunststoffen (Poron PUR-Schaum) verfüllt. Diese Zwischenschicht ermöglicht es dem Fuß durch ihre Nachgiebigkeit, sich ein eigenes Fußbett zu schaffen. Außerdem wirkt sie trittdämpfend und temperaturisolierend. Abschließend wird die eigentliche Laufsohle an den rings um den Schuh laufenden, leicht vorstehenden Rahmen angenäht (Doppelnaht). Diese Methode der rahmengenähten Schuhfertigung ist sehr aufwendig und bleibt nur den besten Schuhen vorbehalten. Ihr Vorteil ist eine jeweils separate Verbindung von Laufsohle und Schaft, wodurch Passformstabilität über sehr lange Zeit garantiert wird und die Schuhe besser reparabel sind.
- holzgenagelte Schuhe
Bei der holzgenagelten Machart werden diese Teile durch zahlreiche kleine Holznägel miteinander verbunden. Dadurch erhält der Schuh eine erstklassige Stabilität, die sich positiv auf die Haltbarkeit und die Formstabilität auswirkt.

Zuletzt wird der Absatz angebracht, der entweder aus Kunststoff, Holz oder aus einzelnen Lederschichten (Schichtabsatz) besteht. Der Absatz wird entweder aufgenagelt oder aufgeklebt. Das Anbringen eines Absatzes entfällt, wenn die Laufsohle und der Absatz aus einem Stück bestehen (zumeist Kunststoff oder Gummi, aber auch Holz, nie jedoch bei Ledersohlen).

### Endbearbeitung
Abschließend werden die Schuhe optisch getrimmt. Im einfachsten Fall beschränkt sich das auf ein Einsprühen mit einer Art Selbstglanzspray, wobei die Schuhe, wie in einer Lackierstraße hängend, vollautomatisch an den Sprühdüsen vorbeigeführt werden. Bei hochwertigen Schuhen wird aufwendig von Hand ausgeputzt, der Schuh mit Schuhcreme eingefärbt sowie geschützt und an maschinell betriebenen Rundpolierbürsten zu Glanz gebracht. Die Hersteller verwenden hierfür die gleichen Hartwachscremes, die auch der Endverbraucher im Laden angeboten bekommt.
Bei der Endkontrolle werden die Schuhe noch einmal optisch geprüft und gegebenenfalls werden Schnürsenkel eingezogen. Zuletzt werden die Schuhe, zur Vermeidung von Kratzern, in Seidenpapier eingeschlagen und in Kartons verpackt.

## Preisstrukturen und Markt
Einander zum Verwechseln ähnlich aussehende Schuhe können zum Teil gravierende Preisunterschiede aufweisen. Neben der Verwendung unterschiedlicher Materialien und deren Qualitäten, gibt es hierfür hauptsächlich folgende Gründe:
- Machart
Die Machart oder auch Konstruktionsweise hat einen sehr großen Einfluss auf den Preis des Endprodukts, da sie einen unterschiedlichen Arbeitsaufwand bedingt. Können beispielsweise Sohlen an den Schäften befestigt werden, indem einfach thermoplastisches Material in eine am Schaft anliegende Metallform gespritzt wird, kostet das viel weniger als das vergleichsweise umständliche maschinelle Zusammennähen von Sohle und Schaft.
- Herstellungsland
In Ländern mit anderen Gegebenheiten bei den Arbeitslöhnen, Arbeiterrechten und Umweltschutzgesetzen sind die Herstellungskosten deutlich geringer.
- Marken, Designer und Trends
Ein Paar Flip-Flops kann in Mitteleuropa für 2 €, aber auch für 200 € angeboten werden. Ist der Schuhtyp gerade im Trend und die Marke ein Designerlabel, sind solche Preisunterschiede möglich.

Einige Ladenpreis-Orientierungswerte (Stand: 2008) für Herrenhalbschuhe:
- Schuhe aus billigen Materialien (Kunstfasergewebe, Sohlen aus PVC, Polyethylen oder synthetischem Gummi): ca. 10–30 €
- Schuhe aus geeigneteren Materialien (billiges Leder, Gummisohlen): ca. 40–80 €
- Schuhe aus preiswertem Leder (bekannte Schuhmarken, mit Gummi- oder billiger Ledersohle): ca. 90–150 €
- Schuhe aus gutem Leder (Leder- oder Gummisohle, mit „unsichtbaren“ Einsparungen bei der Verarbeitung): ca. 150–250 €
- Schuhe aus hochwertigem Leder, maschinengenäht (Ledersohle, hochwertige Verarbeitung): ab ca. 300 €
Schuhe dieser Preisgruppe unterscheiden sich in der Art und Weise, wie der Schaft mit dem Boden verbunden wurde. In dieser Preiskategorie dominieren die Macharten durchgenäht oder rahmengenäht. Durchgenähte Schuhe sind grundsätzlich billiger (um etwa 100 €) als vergleichbare rahmengenähte Schuhe, für die auch der genannte Orientierungspreis gilt.
- Schuhe aus hochwertigem Leder, handgenäht (Ledersohle, hochwertige Verarbeitung): ab ca. 500 €
- Schuhe aus hochwertigem Leder, handgenäht und nach Maß gebaut: ab ca. 1200 €
- Schuhe aus exotischem Leder (maschinen- oder handgenäht, Ledersohle): lederabhängig, zum Beispiel bei echtem Kroko ab ca. 1500 €

Gegliedert nach Damen-, Herren-, Kinder- und Hausschuhen, ergibt sich für den Durchschnittsladenpreis aller verkauften Schuhe (Deutschland, Frühsommer 2007) folgendes Bild: Damenschuhe kosten durchschnittlich 61 €, Herrenschuhe 73 €, Kinderschuhe 47 € und Hausschuhe rund 26 €. Im Jahr 2007 gaben die Deutschen pro Person im Schnitt 87 € für Schuhe aus.
Deutschland importiert jährlich 537 Millionen Paar Schuhe. Im Inland produzierten 80 Unternehmen 26 Millionen Paar. 80 Prozent aller deutschen Schuhimporte stammen aus Asien; deren Einkaufspreis liegt im Durchschnitt bei 12 Euro. Der Durchschnittshaushalt in Deutschland gibt etwa 20 Euro pro Monat für Schuhe aus.

## Schuhpflege

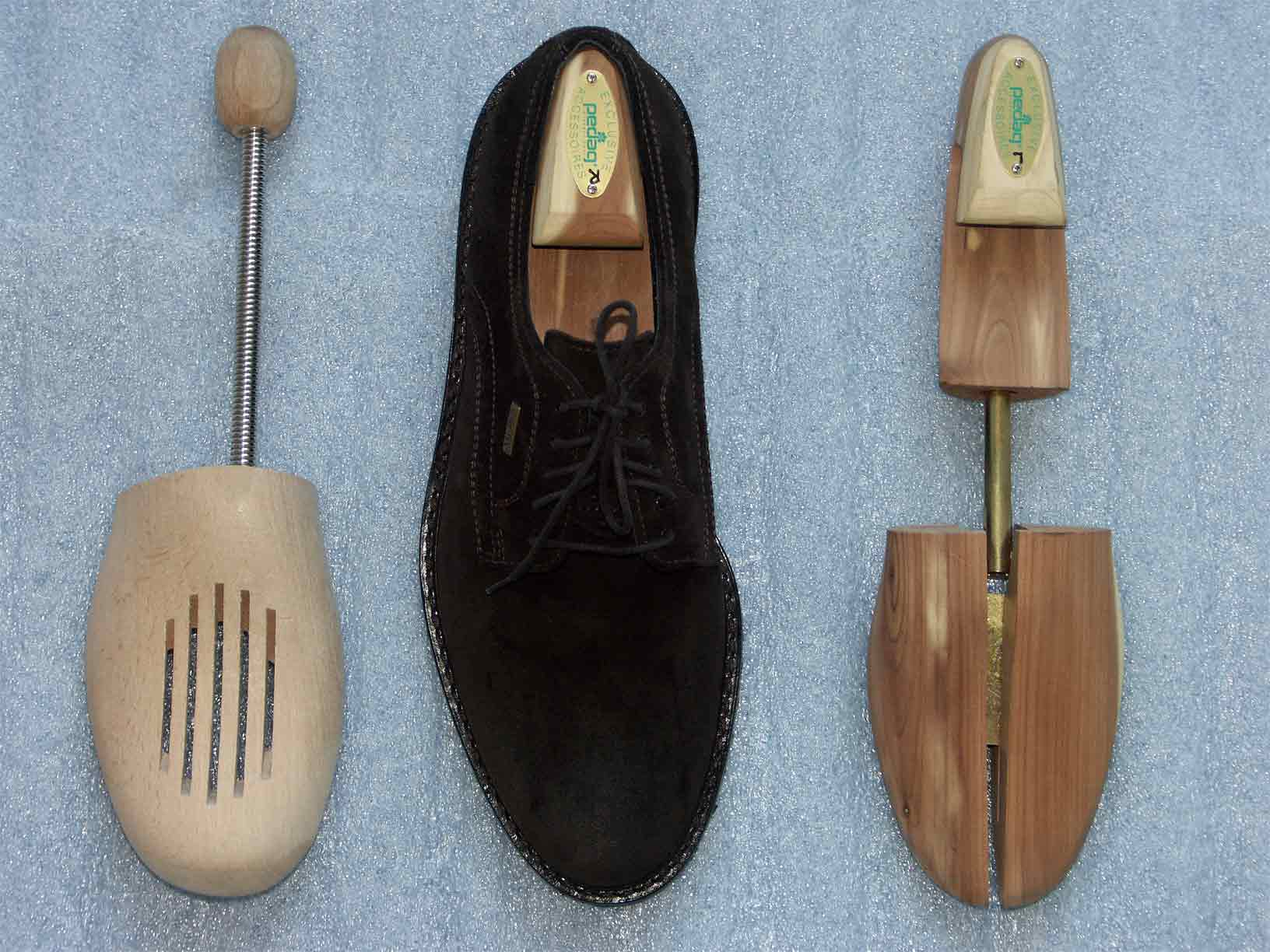
Schuhspanner. Links: nicht empfehlenswertes Spiralfedermodell mit zu kleinem Fersenendstück; rechts: besser geeignetes Modell und mit zusätzlicher Breitenanpassung im Vorderblatt

Schuhwerk ist wie kein anderes Kleidungsstück starken Belastungen (Witterung, Schweiß, Zug, Druck, Reibung und so weiter) ausgesetzt, die es bei hinreichender Lederpflege länger ertragen kann. Vor allem bleiben dadurch die Schuhe komfortabel (atmungsaktiv, temperaturausgleichend, anpassungsfähig) und optisch einwandfrei.
Folgende Faktoren sind für die Schuhpflege entscheidend:
- Passform: Passen die Schuhe von der Leistenform, -breite und -länge nicht zum Fuß des Trägers, leiden Schaft, Fuß, Tragekomfort und die Haltbarkeit der Schuhe insgesamt.
- Tragepausen: Werden Schuhe an zwei aufeinanderfolgenden Tagen getragen, kann die beim Tragen aufgenommene Fußfeuchte zwischenzeitlich nicht vollständig verdunsten. Um den dadurch bedingten vorzeitigen Verschleiß zu vermeiden und den Tragekomfort nicht zu vermindern (unter anderem heiße Füße im Sommer und kalte Füße im Winter), rechnet man bei Schuhen mit mindestens einem ganzen Tag Tragepause.
- Schuhspanner: Vor allem bei Lederschuhen sorgen sie für den Formerhalt, entlasten den Schuhboden und verhindern das Entstehen tiefer Gehfalten, wenn sich das Leder beim Ausdünsten der Fußfeuchte wieder zusammenzieht. Deshalb sollte der Schuhspanner von seiner Form her möglichst optimal passen, mit nicht zu hoher Spannung einliegen und das Fersenendstück des Spanners die Fersenkappe des Schuhs möglichst flächig und breit ausfüllen.
- Schuhanzieher schonen beim Einstieg die dem Fuß Halt gebende Hinterkappe und tragen zum Passformerhalt bei, indem sie ein Ausweiten der Einstiegsöffnung und dadurch ungenügenden Formschluss vermeiden. Aus dem gleichen Grund werden Schuhverschlüsse (Schnürsenkel, Riemen und so weiter) vor dem Ausziehen geöffnet und Schuhe mit geöffneten Verschlüssen angezogen.
- Schuhputz: Die Pflege von Glattleder, Strapazierleder und Rauleder fällt unterschiedlich aus.
- Schuhtrockner, bei Feuchtigkeit

### Glattlederpflege
1. Reinigen: Damit Oberflächenschmutz nicht durch die Creme konserviert wird und das Leder mechanisch angreift, werden Schuhe vor dem Cremeauftrag gereinigt; bei staubigen Schuhen durch einfaches Abbürsten oder das Abwischen mit einem mit Wasser angefeuchtetem Tuch.
2. Nähren/Imprägnieren/Schützen: Eine optimale Pflege wird durch einen sehr dünnen Auftrag einer Hartwachscreme (Schuhcreme in flachen Blechdosen) erreicht. Die Hartwachscreme erfüllt alle drei Anforderungen optimal, hat darüber hinaus eine reinigende Wirkung (wodurch auch eine Ansammlung mehrerer Cremeschichten vermieden wird) und spart die Anschaffung zusätzlicher Spezialmittel.
3. Glanzbürsten/Polieren: Nach Trocknen des Cremeauftrags wird die Oberfläche mit einer Rosshaarbürste oder mit einem weichen Tuch poliert, wodurch eine Neuanschmutzung erschwert und Glanz erzeugt wird. Schuhliebhaber kennen verschiedene Mittel, um mit Hartwachscreme gepflegten Schaftledern zu einem besonders starken Hochglanz zu verhelfen (Politur mit Nylonstrumpf, Wasserpolitur, Einsatz von weichen Ziegenhaarbürsten und so weiter)

### Strapazierlederpflege
Strapazierleder (meist Fettleder, oft fleischseitig verarbeitet) werden bei derben, stark beanspruchten Schuhen (Arbeitsstiefel, Wanderschuhe) eingesetzt. Zum Reinigen können Schmutzbürsten mit Pflanzenfasern verwendet werden, die den Vorteil bieten, auch für nasses Abbürsten mit klarem Wasser geeignet zu sein. Als Pflegemittel eignen sich Lederfette oder Fettwachse. Hauchdünn aufgetragen, eine Nacht einziehen lassen und dann am besten mit der bloßen Hand auspolieren. Überfetten verschlechtert die Atmungsaktivität und macht das Leder auf Dauer lappig. Im Sinne einer bestmöglichen Pflege können auch derbe Raulederschuhe so behandelt werden, was allerdings ein speckiges Aussehen zur Folge hat.

### Raulederpflege
Raulederschuhe sind oft mit einer Bürste (Messingbürste für Velours, Kreppbürste für Nubuk) gründlich auszubürsten, da das offenporige Leder Staub und Schmutz leicht aufnimmt, wodurch das Leder auf Dauer von innen mechanisch zerstört wird und es langsam zu einer Vergrauung kommt. Imprägnieren bewirkt einen besseren Schutz vor einer Neuverschmutzung und zugleich eine Hydrophobierung. Normale Schuhcreme ist ungeeignet, da dadurch das Rauleder sein typisches Aussehen verliert. Ausnahme: Fettpflege (Strapazierleder, Huntingleder, Fettleder).

## Auswahl passender Schuhe

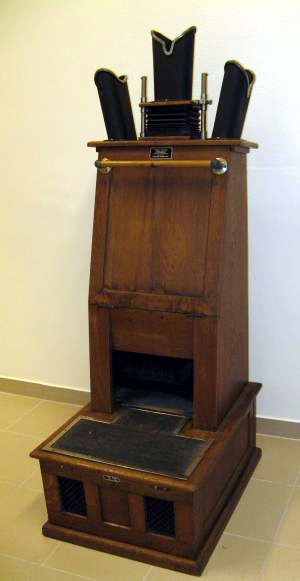
Hochkant-Pedoskop von 1938 von Ernst Gross Röntgen-Apparate, Berlin, im Physikmuseum in Salzburg

Für wachsende Kinder sind ökonomisch zweckmäßig Schuhe mit ausreichend Spielraum an der Zehenfront für zu erwartendes Längenwachstum der Füße zu wählen. Durch Tragen passen sich Schuhe, insbesondere solche aus Leder, weiter an die Fußform an. Füße schwellen mit steigender Durchblutung durch Wärme an, sowie auch im Laufe eines Tages, insbesondere wenn die Beine wenig bewegt werden und viel gestanden wird. Mit steigendem Lebensalter senkt sich das Fußgewölbe etwas, wodurch Füße länger und etwas breiter werden.
Hilfreich ist das eigene Spüren an den Zehenspitzen, das Verwenden von Probiersocken, das Ertasten der Lage der Zehenspitzen mit Fingerspitzen oder Daumen durch die Schuhkappe hindurch.
Als gesundheitschädliches Kuriosum gab es um 1950/1960 Durchleuchtungsapparate auf Basis Röntgenstrahlung, sogenannte Pedoskope. Ein hüfthoher hölzerner Kasten mit Auftrittstufe und Öffnung zum Hineinstecken beider Schuhvorderteile stand in manchen Schuhgeschäften. Unter der Stufe wurde durch elektrisches Einschalten eine Röntgenröhre aktiviert, Strahlenabsorption durch Schuh und Knochen und Fluoreszenz in einem Schirm knapp über den Schuhen im abdunkelnden Kasten erzeugte ein Live-Bild mit den bewegten Zehen, das durch typisch 3 ovale Sichtrohre vom Probanden, Schuhverkäufer und Schuheinkaufspartner betrachtet werden konnte – typisch nur wenige Sekunden lang. Vom Adrian X-Ray Shoe Fitter, einem Fluoroskop, hergestellt zumindest ab 1938 in Milwaukee, und anderen wurden etwa 10.000 Exemplare zuerst an Orthopäden, später an Schuhgeschäfte in ganz USA und das US-Militär geliefert, wo sie bis um 1970 verwendet wurden. Die Geräte waren nur gering gegen den Austritt von Röntgenstrahlung abgeschirmt. Ihre Verwendung wurde ab 1950 zunehmend kritisiert, und in mehr und mehr Bundesstaaten der USA reglementiert und schließlich verboten. Im Wesentlichen wurden die Geräte vernichtet, die Oak Ridge Associated Universities besitzen ein Museumsstück. In einem Schuhgeschäft in Wels war nur in einem Schuhgeschäft ein solches (oder ähnliches) Gerät noch nach 1960, doch für wenige Jahre, in sparsamem Gebrauch.

## Schuhmuseen
Die Qualität, Reichhaltigkeit und Vielfalt der Ausstellungen der genannten Museen ist sehr unterschiedlich. Sie reicht von zwei einfachen Räumen mit ein paar Schuhen weniger Epochen darin, bis hin zu mehreren Ausstellungshallen mit Schuhen aus vielen Kulturen und Jahrhunderten, historischen Schuhreparaturwerkstätten und -produktionsanlagen, Leder- und Gerbungstechnik und die Ausstellungsstücke begleitenden mehrbändigen, informationsreichen Museumskatalogen.
Namhafte internationale Sammlungen sind:
- Deutsches Schuhmuseum Hauenstein, Rheinland-Pfalz, Deutschland
- Schuhmuseum Weißenfels, Deutschland
- Bally-Schuhmuseum in Schönenwerd, Schweiz
- Bata Shoe Museum, Toronto, Kanada
- Musée International de la Chaussure in Romans-sur-Isère, Frankreich
- Northampton Museum And Art Gallery, Northampton, England
- Museu Nacional do Calçado (MNC), Novo Hamburgo
- Museo del Calzado in Elda, Spanien

## Synonyme, Sprichwörter, Redensarten
Schuhe werden umgangssprachlich auch als Galloschen, Treter, Trittlinge, Puschen, Latschen oder Botten bezeichnet.
Umgangssprachlich werden verschiedenste Redewendungen zum Thema „Schuh“ verwendet:
- Der Schuster hat die schlechtesten Schuhe
- Die Schuhe sind einem viel zu groß
- In den falschen Schuhen laufen
- Wenn der Schuh drückt
- Sich einen Schuh anziehen/nicht anziehen wollen
- Unter dem Pantoffel stehen/ein Pantoffelheld sein
- Jemandem etwas in die Schuhe schieben
- Umgekehrt wird ein Schuh daraus
- Das Fleisch ist zäh wie eine Schuhsohle
- Fit wie ein Turnschuh sein
- Aus den Latschen/Schuhen kippen
- Neben den Schuhen stehen
- In den Kinderschuhen stecken
- Den Kinderschuhen entwachsen sein
- Dem kann man im Gehen die Schuhe besohlen
- Alefanz macht die Schuhe ganz
- Das sind zwei Paar Schuhe/Stiefel – das ist ein anderes Paar Schuhe
- Das zieht einem die Schuhe/Stiefel aus

## Verwandte Themen

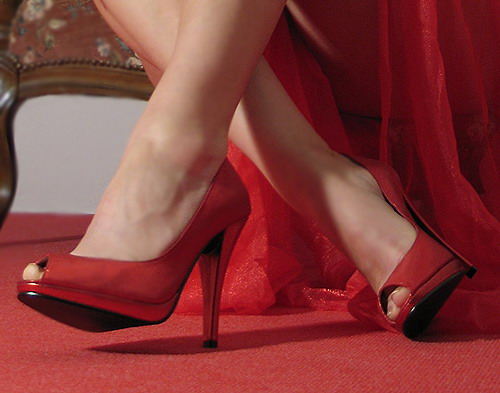
Für manche ein Fetischschuh: rote Peeptoe-Highheels

- Links zu einzelnen Schuhmodellen befinden sich im Artikel Schuhmodell.
- Gamaschen, eine Ergänzung zum Schuh
- Schuhfetischismus, ein sexueller Aspekt
- In der arabischen Welt wird der Schuh gelegentlich als Symbol[46] der Verachtung eingesetzt.[47]
- Schuhe (Reichskleinodien), Bestandteil des kaiserlichen Krönungsornats
- Schuhe am Donauufer, ein Mahnmal in Budapest
- Erstlingsschuhe im Brauchtum

## Heraldik
In der Heraldik steht der Schuh, ebenso wie der Stiefel als Wappenfigur in der Reihe der gemeinen Figuren.
- Haupteintrag: Schuh und Stiefel